# Stockholms skärgård
Stockholms skärgård är en skärgård i östra Mellansverige, belägen längs större delen av Stockholms läns kust. Den räknas som Sveriges största skärgård och den näst största i Östersjön, efter Skärgårdshavet i sydvästra Finland. Området saknar formell avgränsning, men brukar anses sträcka sig från Arholma i norra delen av länet, cirka 150 kilometer (80 nautiska mil) utefter Upplands och Södermanlands kuster till Landsort i söder och i väst-östlig riktning från Stockholms fastland cirka 80 kilometer (43 nautiska mil) österut till i höjd med Svenska Högarna. Skärgården utanför Stockholm brukar delas upp i två huvuddelar, den norra delen med Vaxholm som centralort i söder och Norrtälje i norr, respektive den södra delen med Dalarö som centralort i norr och Nynäshamn i söder. Skärgården mellan Vaxholm och Dalarö och österut brukar benämnas den mellersta skärgården. 
Stockholms skärgård har mellan Björkö-Arholma och Öja-Landsort befunnits ha något över 24 000 öar, holmar och skär och täcker cirka 1 700 km² varav cirka 530 km² är land. Det finns omkring 10 000 bofasta och 50 000 fritidshus i skärgården. Bofast befolkning finns på alla större öar närmast kusten som har fast bro- eller färjeförbindelser med vägfärja som exempelvis Vaxholm, Ingarö, Värmdö, Yxlan, Blidö, Ljusterö och Väddö men också på många av de större öarna längre ut från kusten som exempelvis Ingmarsö, Möja, Runmarö, Nämdö, Ornö och Utö som trafikeras av passagerarfartyg med fastställda turlistor.
Cirka 15 procent av markarealen i Stockholms skärgård ägs eller förvaltas av Skärgårdsstiftelsen. Övrig mark ägs till största delen av privata fastighetsägare, i viss mån av olika företag som bedriver verksamhet inom turistnäringen, så även de fiskevatten på inre vatten som tillhör fastigheterna där enbart fastighetsägaren har rätt att bedriva nätfiske.
Stockholm Archipelago Trail är en 270 kilometer lång vandringsled, som binder ihop flera öar mellan Arholma och Landsort.

## Historik
Se även historiebeskrivningar för enskilda öar.

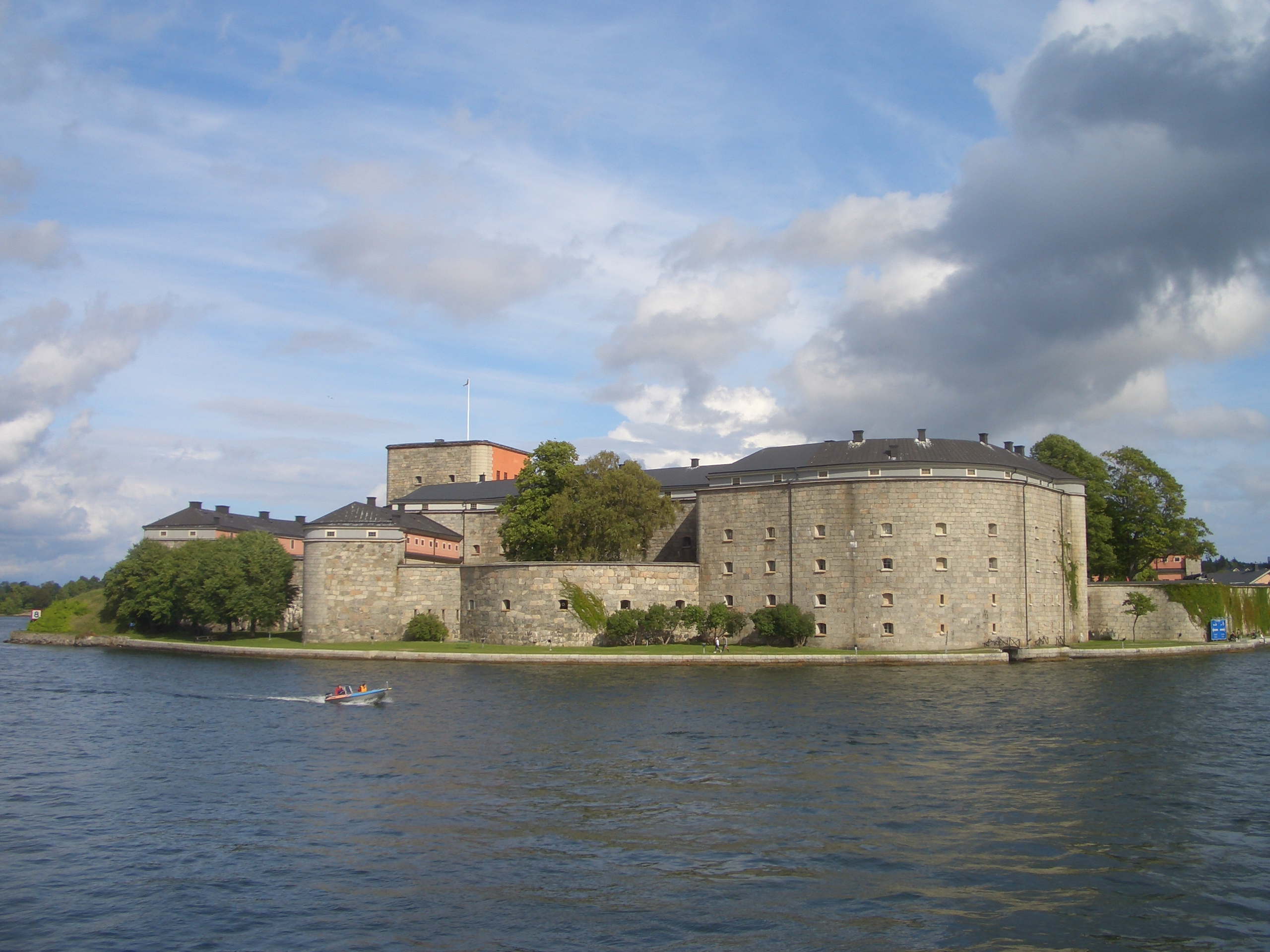
Vaxholms fästning som stod klar 1863.

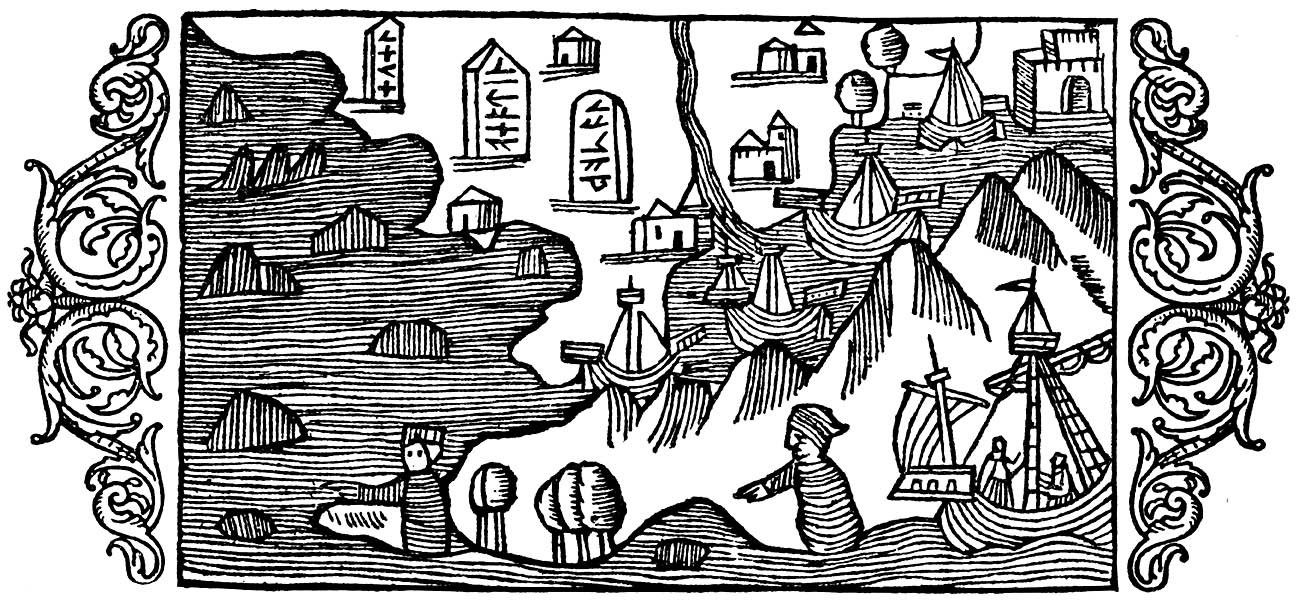
Skärgården med Baggensstäket skildrad av Olaus Magnus 1555.

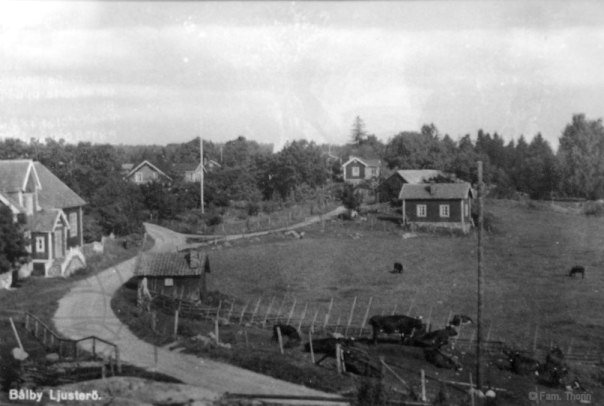
Bolby, Ljusterö på tidigt 1900-tal.

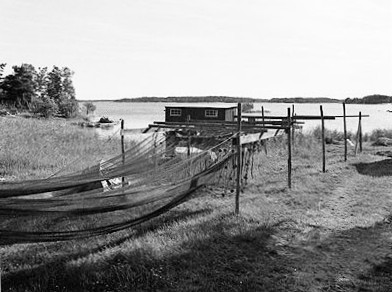
Gistvall på Hallonstenarna utanför Ljusterö. Foto: Alf Nordström, 1962.

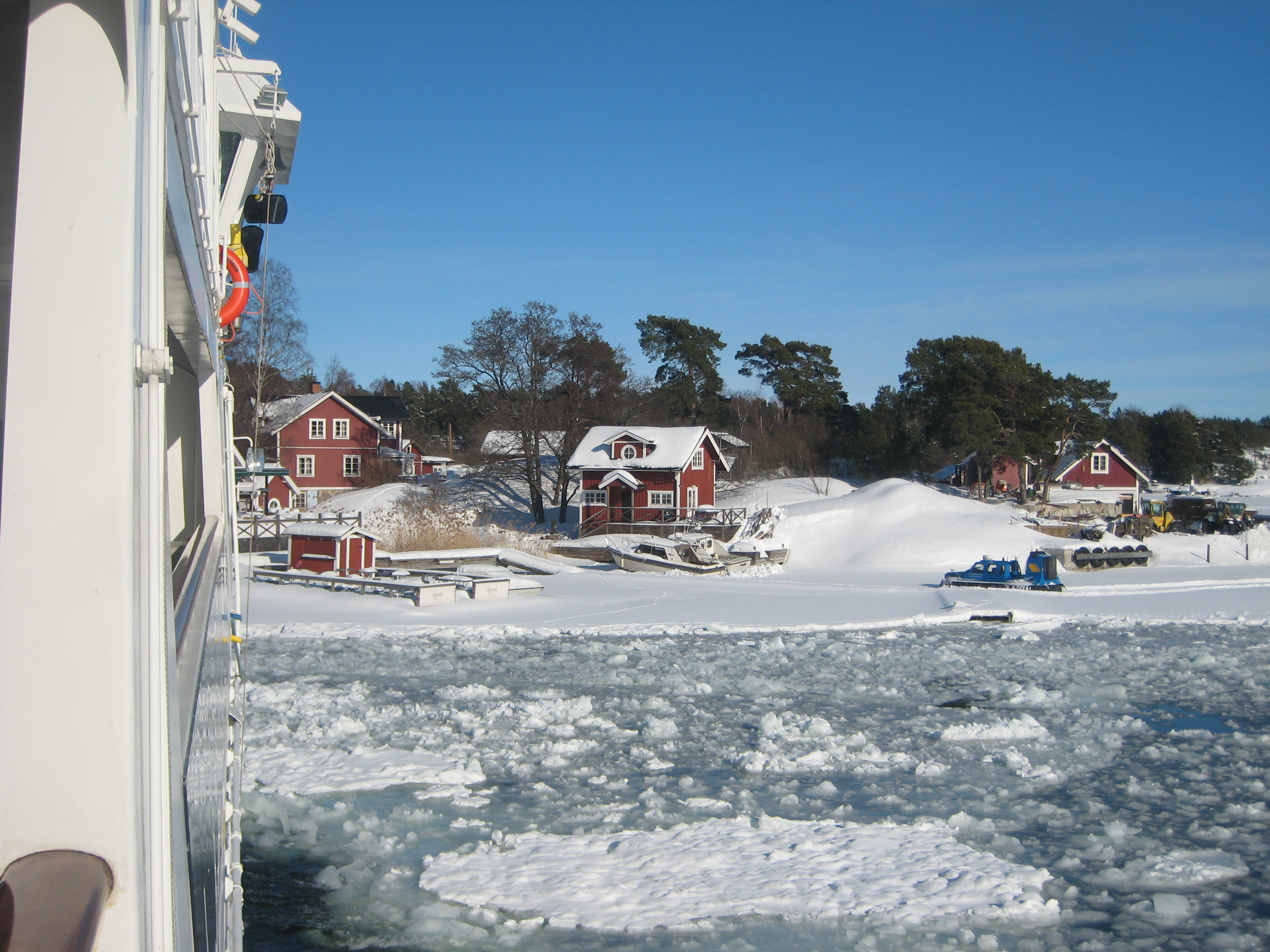
Södra Ingmarsö vintertid. Foto: Mars 2010.

Stockholms skärgård har sedan lång tid tillbaka haft betydelse som kommersiell och militär inseglingsled till Stockholm. Under Gustav Vasas tid som regent (1523–1560) i Sverige beslutades att befästa Vaxholmen för att skydda Stockholms inlopp sjövägen via Kodjupet och Vaxholmen mot fientliga angrepp och 1549 stod den första försvarsanläggningen klar som vid den tiden bestod av ett enkelt blockhus i trä som senare förstärktes med ett torn i sten under Johan III:s tid. Det andra inloppet, Oxdjupet, mellan Rindö och Värmdö som idag är huvudled mot Stockholm, skyddades från 1500-talet med bomstängsel och värn. 1735 färdigställdes den kraftigt bestyckade Fredriksborgs fästning på Värmdösidan vilken kom att räknas som landets starkaste fästning. Denna skyddade Oxdjupet tills detta 1839 hade försänkts. Försänkningen togs bort efter 1877 då det bepansrade Oskar-Fredriksborgs fort stod klart på Rindösidan.
Befästningen på Vaxholmen byggdes ut i olika omgångar under flera hundra år och fick sitt nuvarande utseende efter en total ombyggnad som stod klar först 1863. 1889 fick fästningen en egen fast bemanning, som 1902 ombildades till Vaxholms kustartilleriregemente, beläget på Rindö. 2005 flyttade regementet till Berga örlogsbas och bytte då namn till Första amfibieregementet.
Under 1600-talet kartlades Stockholms skärgård av kartografen Carl Gripenhielm. År 1719 drabbades Stockholms skärgård liksom stora delar av ostkusten svårt av rysshärjningarna där många skärgårdsbyar plundrades och brändes ner. Slaget vid Stäket är i sammanhanget ett av de mest kända drabbningarna från denna tid. Stockholms skärgård som fick en mer betydande bofast befolkning först från slutet av 1400-talet, hade vid tiden för rysshärjningarna på 1700-talet en befolkning på totalt cirka 3 000 personer.
Efter andra världskriget och in mot 1950-talet skedde en successiv utflyttning från skärgården in till de närmaste fastlandsorterna som erbjöd ett större utbud av arbetstillfällen. Utflyttningen berodde också till stor del på att den obligatoriska skolgången successivt byggdes ut där många blev tvungna att söka sig till fastlandet där skolorna fanns för högre studier efter den grundläggande folkskolan. Fisket var länge en betydande näring men minskade gradvis i betydelse och utgör idag en mycket liten del av skärgårdsnäringarna. Under senare delen av 1900-talet, från omkring 1960 och framåt har Stockholms skärgård utvecklats till att främst få rollen som sommarviste för fastlandsbor från i huvudsak stockholmstrakten, med hyrda eller egna sommarhus och som friluftsområde för fritidsbåtar med övernattningsmöjlighet i likhet med camping på fastlandssidan. Utvecklingen har lett till ett starkt säsongsbetonat behov av arbetskraft inom olika servicenäringar i skärgården.

### Skärgårdsbornas levnadsvillkor
Stockholms skärgård har i alla tider haft karaktären av småjordbruk kombinerat med fiske för det egna hushållet, till skillnad från Göteborgs skärgård som mer har haft karaktären av renodlade fiskesamhällen. Dessa tydliga skillnader i levnadsvillkor och utkomstmöjligheter har medfört stora skillnader i kultur och utveckling i de båda typerna av skärgårdssamhällen.
Ända fram till början av 1900-talet präglades skärgårdsbornas levnadsvillkor av ekonomisk knapphet i jämförelse med levnadsvillkoren på fastlandet. På de mindre gårdarna med små jordbruksarealer fanns det ett begränsat utrymme för försäljning av jordbruksprodukter. Det som producerades gick för det mesta åt i det egna hushållet och för foder till gårdens djur under vinterhalvåret. Fisket svarade för en betydande del av hushållningen men även som inkomstkälla, där man på de större öarna med en stor befolkning ofta fiskade i arbetslag med gemensamt ägda större fiskeredskap för att effektivisera fisket, vilket främst gällde strömmingsfisket på vår och höst. Strömmingsfisket, och fisket i allmänhet, som redan på 1400-talet utvecklades som en av skärgårdsbornas huvudnäringar för främst de bofasta i den mellersta delen av skärgården som hade en begränsad tillgång till jordbrukarealer, bedrevs även som stordrift runt en del av de yttersta skären på de fria fiskevattnen, så kallade kronovatten, som tillhörde staten. Som betydelsefulla ”Fiskehamnar eller Fiskeskiär” nämns 1744; Håkanskär, Vattungarna, Norrskär, Tyfskär, Karlskär, Långskär, Skärf, Svenska Högarna, Gillöga, Kubbarna, Nassa, Björkskär, Horssten, Grönskär, Brand och Bytta.
Trängseln på dessa fiskeställen var tidvis stor och ordningen måste upprätthållas med noggranna föreskrifter. Ett ”Hamneskrå” upprättades redan 1448 av Karl Knutsson (Bonde) (cirka 1409–1470) och Huvudskärslagen 1450 av Erengisle Nilsson d.y. Dessa ersattes 1669 av en ”Hamnerätt”, och senare av Kungl. Maj:ts förnyade ”Hamnordning” år 1726. Enligt dessa förordningar skulle det finnas en hamnfogde vid varje fiskehamn, som reglerade fördelningen av fiskevattnen, tilldelning av hamnplats, och tomt för fiskebod och sjöbod samt plats för nättorkning. Ingen fick börja fisket på morgonen, innan hamnfogden med en ringklocka givit startsignal. På kvällen fick heller inte nätläggningen börja förrän efter en sådan startsignal. Hamnfogden avgjorde också tvister mellan fiskelagen. Det intensiva säsongsfisket ute på öarna i ytterskärgården med stora avstånd in till de fasta boplatserna, medförde att många bodde ute vid fiskelägena längre tider varför kyrkan ansåg att det fanns behov av att bygga kapell på de mest befolkade öarna, som Horssten, Gillöga och Svenska Högarna. Prästerna från de närmaste kyrkorna hade skyldighet att infinna sig under fisketiden och ”sacra ibidem peragere” och fiskelagen måste infinna sig till de gudstjänster som hölls. På Horssten fanns det också en krog. På vissa öar anlades också kyrkogårdar genom att de var alltför långt för att ro i land de avlidna. Avsaknaden av tillräckligt med jord på de kala klipporna gjorde att man byggde en låg stenmur omkring graven som fylldes med jord. Rester av sådana kyrkogårdar finns bland annat på Horssten och Svenska Högarna.
Längst ut i skärgården med tunna jordlager som bara räckte till mindre trädgårdsland för exempelvis potatisodling och ett fåtal betesdjur, svarade fisket och jakt på säl och sjöfågel för de huvudsakliga inkomstkällorna. Rester av gömslen för fågeljakt i form av stenrösen kan fortfarande påträffas på många av öarna i den yttre skärgården. Innan man började använda skjutvapen, ofta i kombination med vettar (fågelattrapper), för jakt på sjöfågel, använde man stora nät som spändes upp mellan höga stolpar där man visste att de lågtflygande fågelsträcken drog fram, som exempelvis ejder. Man plockade också fågelägg ute på öarna vilket dock, liksom fångst med fågelnät, ganska snart förbjöds genom att det utvecklades till ett allvarligt hot mot hela fågelbeståndet i skärgården.
De som saknade jordbruksmark var oftast specialiserade på enbart fiske eller olika typ av hantverk som båt- eller husbyggnation. Obebodda öar med bra ängsmarker längre in i skärgården som ingick i ägorna, användes ofta som betesöar för boskap som man transporterade ut med båtar och åkte ut och mjölkade på plats. Man slog också ofta det höga gräset på öar som inte betades och fraktade hem det i båtar till gården som foder åt djuren. Många av de öar i skärgården som kallas "Ängsholmen" eller "Ängsholmarna" har sitt ursprung i användning som betesöar eller öar dit man rodde ut, slog gräset och höll efter sly.
Hushållen i skärgården var ofta helt självförsörjande och det mesta tillverkades på den egna gården eller lokalt på någon av de närmaste större öarna. Besöken in till närmaste större ort på fastlandet var sällsynta där det oftast handlade om att sälja insaltad fisk, sälskinn och hantverksvaror som man hade tillverkat under de mörka vintermånaderna och fylla på sina förråd av basvaror som inte kunde införskaffas ute på öarna. Isoleringen mot fastlandslivet blev speciellt påtaglig under vintermånaderna där det främst handlade om att överleva och spara på de förråd man hade bunkrat upp. Isbildningen i skärgården vintertid, som under århundraden har varierat kraftigt, hade förr i tiden en helt avgörande betydelse för möjligheten att överleva och förflytta sig mellan öar och in till fastlandet. Vintermånader, höst och vår med dålig is som varken bar eller brast när man inte hade tillgång till isbrytande båtar, var speciellt svåra och skapade lätt kritiska situationer vid behov av att tillkalla en läkare. 
Den regelbundna mötesplatsen blev ofta kyrkan på söndagarna för de som kunde ta sig dit beroende av väder och isförhållanden. Kyrkan användes också för sockenstämmorna om det inte fanns en särskild bygdegård, där man diskuterade allt som hänt och planerade för beslutade åtgärder inom socknen.

### Skolan i skärgården
Genom den allmänna skolplikten, införd i Sverige 1842 som ersättning för den av kyrkan tidigare bedrivna grundläggande läsundervisningen, kom många mindre skolor i slutet på 1800-talet att inom en 5–10-årsperiod byggas på de större öarna ute i skärgården. Ofta svarade en eller högst två lärare för undervisningen i samtliga ämnen i den grundläggande 4-åriga skolan och från 1882 den 6-åriga obligatoriska folkskolan. Skolbyggnaden uppfördes för det mesta som en kombinerad skola och bostad för lärarens familj som oftast kom från fastlandet och i de flesta fall inte hade en familjebakgrund som skärgårdsbo.
Läraren, prästen och distriktsläkaren var de tre instanser som långt in på 1800-talet i praktiken svarade för mycket av den grundläggande vardagliga ordningen i skärgårdssamhället och löste många mindre tvister genom att de oftast hade den bästa utbildningen och bra kontakter med samhällets centrala funktioner och olika myndigheter. Polisväsendet i form av länsman (från 1675, kronolänsman) tillgreps bara vid större tvister och rena förbrytelser genom att resevägen ut i skärgården handlade om dagslånga resor. För den lokala gemensamma inriktningen av samhällets utveckling svarade sockenstämmorna som beslutande organ och hölls ofta i kyrkan med kyrkoherden som ordförande. Innan tidningsutgivningen blev allmänt spridd och läskunnigheten mer utbredd, proklamerades ofta viktiga meddelanden och kungörelser från myndigheter i muntlig form av prästen från predikstolen när man hade samlats till gudstjänsten på söndagarna.
Genom att antalet elever i många skolor ute i skärgården var lågt, liksom ofta var fallet på 1800-talet i den glesbefolkade landsbygden i Sverige, och en eller högst två lärare undervisade från första till sjätte årskurs i samtliga läroämnen inklusive slöjd, delades eleverna ofta upp i åldersgrupper, där läraren bedrev undervisning parallellt i flera olika årsklasser genom att skifta ämne under lektionstimmarna. För elever på de mest avlägsna öarna var man i vissa fall tvungen att tillgripa inkvartering i anslutning till skolan genom svårigheten att ta sig till skolan vid dåligt väder. Undervisningen i skolorna var till stor del styrd av kravet på att alla arbetsföra familjemedlemmar behövdes på gården för familjens försörjningen, speciellt under skördetider och vid andra viktiga säsongsgöromål. Skolgången sågs därför av många skärgårdsbor länge som "ett nödvändigt ont" där det främst handlade om att få eleverna att lära sig de grundläggande ämnena läsning, skrivning och räkning. Det fanns sällan någon möjlighet att studera vidare på fastlandet efter den grundläggande 6-åriga skolgången, av både praktiska och ekonomiska skäl, förhållanden som ofta gällde ända in på 1950-talet, vilket kom att fördröja den allmänna teoretiska utbildningsnivån jämfört med förhållandena för fastlandsboende. För skärgårdsborna låg det stora behovet främst i praktiska kunskaper i jordbruk, maskinskötsel, djurskötsel, fiske, sjövana och hantverksskicklighet genom att dessa färdigheter var helt avgörande för att kunna försörja sig och kunna överta familjegården. Antalet arbetstillfällen som erbjöds inom industriell verksamhet i skärgården var få till skillnad mot i de tidiga industrisamhällena på fastlandet, vilket medförde att jordbruk och fiske var de näringar som i huvudsak stod till buds för dem som valde att bo kvar i skärgården.

### Segel, ångmaskinen, tändkulemotorn och dieselmotorn

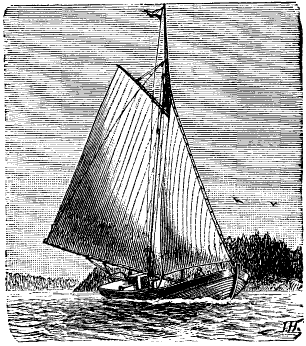
Skuta, av typen Roslagsskuta, sandkil även kallad rospigg, skärgårdens huvudsakliga större fraktfartyg från mitten av 1800-talet till början av 1900-talet.

Innan förbränningsmotorn kom till användning för mindre båtar skedde alla mindre transporter med enkla kombinerade rodd- och segelbåtar utan fock där den ostagade eller för större båtar stagade masten och seglet av typen sprisegel enkelt kunde fällas och lyftas ur båten när det inte användes. Fanns det ingen vind var det enda alternativet att ro båten. Den större roslagsskutan av typ sandkil, vedjakt även kallad "rospigg" eller "storbåt", ett fartyg med en mast och stor segelyta i form av ett gaffelsegel och även fock blev skärgårdens vanligaste fraktfartyg för tyngre och skrymmande last som ved och timmer. Båttypen, som avbildas i Österåkers kommunvapen var i storleksklassen 15 meter lång och relativt bred i förhållande till längden vilket gav en bra lastförmåga med litet djupgående. Det skulle dröja till 1910-talet innan tändkulemotorn kom i allmänt bruk för båtar som på ett radikalt sätt förändrade transportmöjligheterna till sjöss och man blev mindre beroende av väder och vind.
Ångmaskinen, tändkulemotorn och den senare dieselmotorn var de enskilt viktigaste faktorerna bakom den totala förändringen av samhället i slutet på 1800-talet och i början på 1900-talet, både på fastlandssidan och i skärgården. Den mindre cirka 6 meter långa kraftigt byggda "högsjöbåten" i trä, oftast helt öppen, med den tillförlitliga och enkelt konstruerade tändkulemotorn som kunde startas genom att värma upp tändkulan med en blåslampa och dras igång med handkraft utan krav på el-system, blev var mans "lastbil" till sjöss med en stor kapacitet för både transporter och fiske långt ut i skärgården. Båttypen var mycket vanlig långt in på 1960-talet. Många av dessa äldre högsjöbåtar i trä finns bevarade och används än idag, men där man ofta ersatt tändkulemotorn men en encylindrig bränslesnål dieselmotor som ger samma karakteristiska motorljud som hörts i skärgården sen mer än 100 år. De större fiskebåtarna byggda i trä för fiske utomskärs med trål, som var vanliga på västkusten användes också på ostkusten ända fram mot 1960-talet, men dessa båtar har haft betydligt större en-, två- till trecylindriga lågvarviga tändkulemotorer. 
I slutet av 1800-talet tillkom flera mindre rederier i Stockholm som med koleldade ångmaskinsdrivna större skärgårdsbåtar med skrov av hopnitade stålplåtar, för i huvudsak personbefordran, började trafikera alla större öar i skärgården med reguljära turlistor, vilket medförde betydande förbättringar i kommunikationerna mellan skärgården och fastlandet. Den första reguljära ångbåtsförbindelsen i skärgården var traden mellan Stockholm och Norrtälje, som öppnades 1846. År 1862 hade de reguljära tilläggsplatserna för ångmaskinsdrivna fartyg utökats till orterna Vaxholm, Östanå, Furusund, Väddö och Dalarö. Det var under denna tid som fastlandsboende började söka sig ut till skärgården under sommarmånaderna. Flera skärgårdsbåtar var också isgående vilket möjliggjorde reguljär trafik på vissa rutter även vintertid. Så småningom ersattes ångmaskinen av den betydligt effektivare och mer lättmanövrerade dieselmotorn som kunde fjärrmanövreras från kommandobryggan. Merparten av de så kallade ångbåtarna som fortfarande trafikerar Stockholms skärgård av kulturella skäl, har oljeeldade ångpannor där brännaren fungerar efter samma princip som en oljebrännare till ett vattenburet värmesystem i en fastighet. Båttypen erfordrar utbildade ångmaskinsmaskinister.

### Industriell verksamhet i skärgården
I Ytterby gruva på Resarö upptäcktes mellan 1843 och 1879 inte mindre än sju nya grundämnen, varav samtliga fått namn som kan härledas till Ytterby, Stockholm eller Skandinavien.

### Militär närvaro av främmande makter
Den 1–13 oktober 1982 genomfördes den mest kända ubåtsjakten i Stockholms skärgård i Horsfjärden, då svenska marinen sprängde 44 sjunkbomber och 4 minor. Inledningsvis utgår man från att Marinen lyckats att spärra in en främmande ubåt i Hårsfjärdsområdet. Det visar sig dock senare att så inte är fallet.

### Marinarkeologi

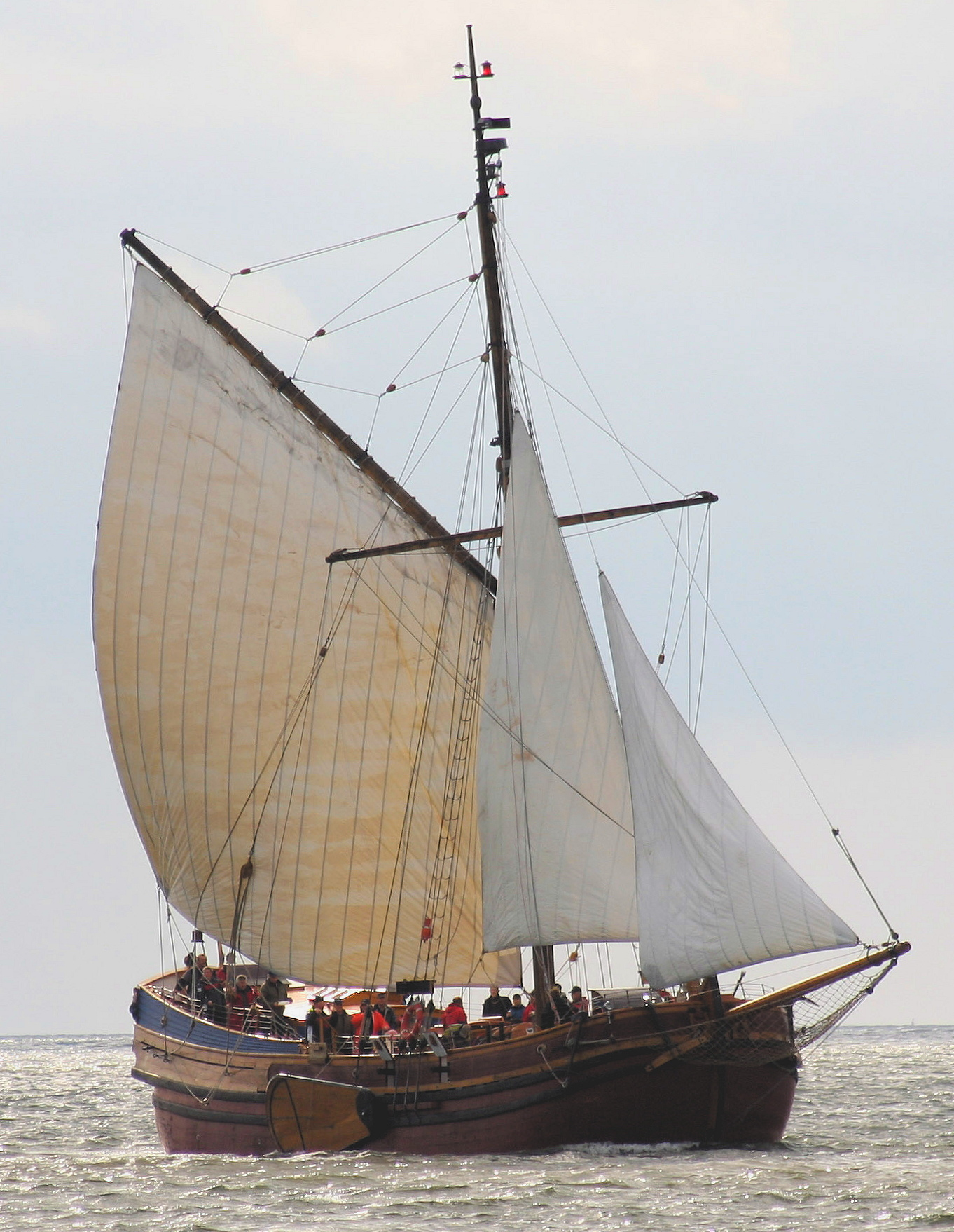
Ett fartyg av typen Bojort, en vanlig typ av mindre fraktfartyg från utlandet som angjorde Stockholms hamnar på 1600-talet.

Århundraden av intensiv sjöfart i kombination med Östersjöns frånvaro av skeppsmask, har lett till ett stort antal välbevarade skeppsvrak i området. Ett av de äldsta kända är Kravellen vid Franska Stenarna i Nämdöfjärden från tidigt 1500-tal. Andra kända vrak är Regalskeppet Riksäpplet, förliste utanför Dalarö 1676 och det utomordentligt välbevarade Dalarövraket, ett 20 meter långt fartyg från samma epok som regalskeppet Vasa och som står kölrätt på 30 meter djup i farleden invid Edesön.

## Skärgården som boplats

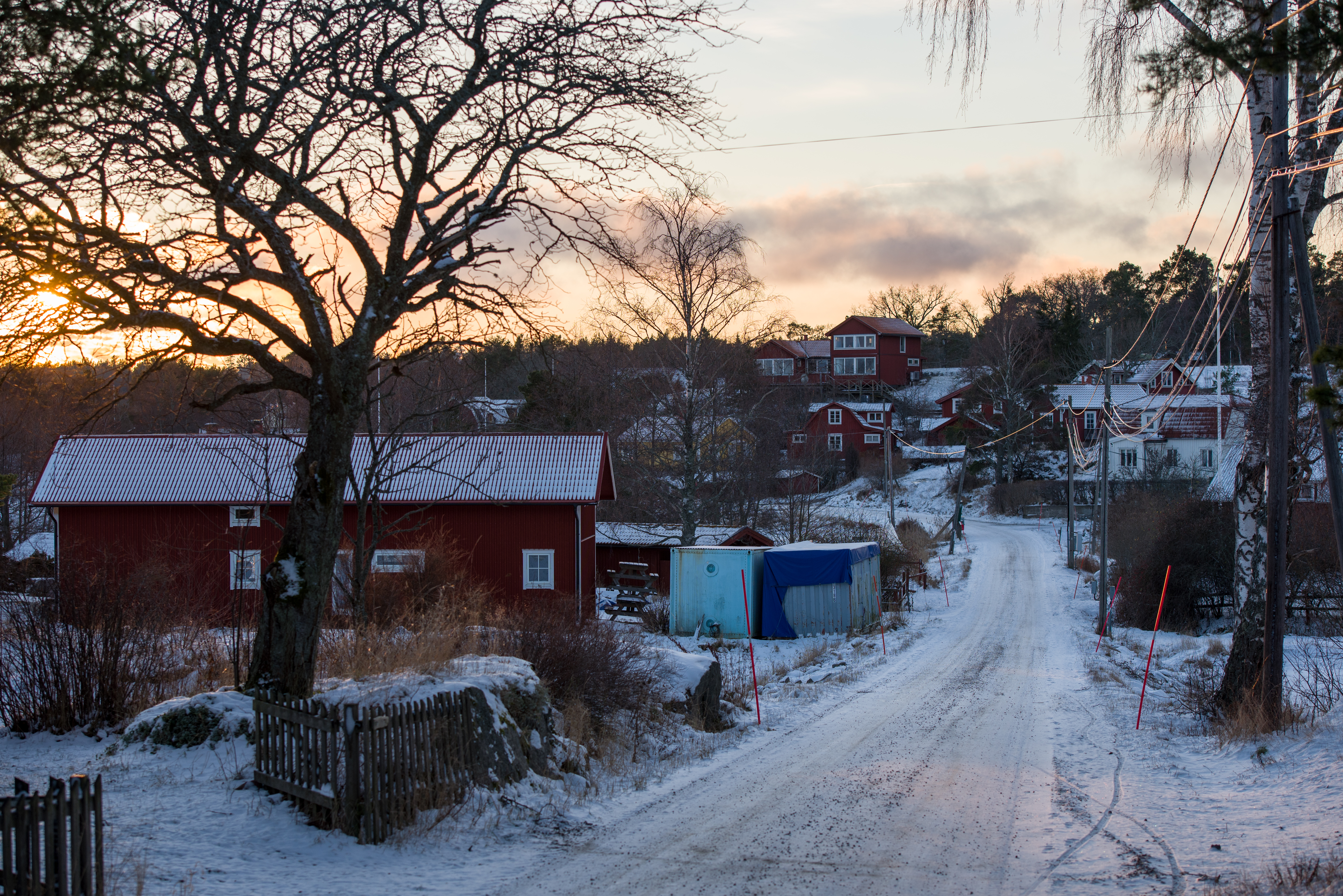
Ramsmora by på Möja.

De sämre levnadsvillkoren ekonomiskt och det kärva klimatet, speciellt under höst och vinter och det starka beroendet av havet under alla väderleksförhållanden för både försörjning och transport, har satt sin speciella prägel på de bofasta skärgårdsborna ända in vår tid. Ett förhållande som dock alltmer under åren har utraderas genom att de relativt sett få kvarvarande bofasta skärgårdsbor, ofta kombinerar arbete ute i skärgården med arbete i den närmaste större fastlandsorten för att kunna försörja sig. Moderna IT-lösningar har också möjliggjort att delvis kunna arbeta på distans från hemorten ute på öarna för de som arbetar inom tjänstesektorn. Även om närmandet mellan levnadsvillkoren mellan stad och skärgård har utjämnats successivt underhålls ofta skillnaderna i levnadssätt genom att många skärgårdsbor sen århundraden tillbaka innehar ärvda stora landarealer och fiskevatten som bara kan utnyttjas av den enskilde fastighetsägaren för småskaligt skogsbruk, tillverkning av ved och nätfiske till hushållsbehov. Många skärgårdsbor som ärvt och behållit sina förfäders lantbruksfastigheter lever stadsliv under arbetsveckorna och till viss del skärgårdsliv i klassisk mening på ledig tid. Åkermarken utarrenderas oftast till närmast större lantbruksgård på fastlandet på de större öarna som har fasta förbindelser till fastlandet med bro eller vägverksfärja. Försök att etablera större företag ute på öarna för att erbjuda fler arbetstillfällen har haft vissa framgångar under 2000-talet men mest handlar det om mindre serviceföretag, livsmedelsbutiker, restauranger, byggföretag, hantverksföretag och båtvarv med mellan 1 och 5 anställda eller tjänsteföretag på fastlandet som har anställda som arbetar på distans ute i skärgården, som exempelvis på Möja och Ingmarsö.

## Geografi
Landhöjningen, som idag i Stockholmstrakten ligger på cirka 3–3,5 mm per år, det vill säga 30–35 cm per 100 år som är ett resultat av den senaste istiden, gör att skärgårdens geografi kontinuerligt förändras även om den i praktiken inte har någon betydelse för innevarande generationer och är knappt märkbar under en hel livstid. Effekterna av sedimenteringen från döda växter på havsbotten i grunda områden med stillastående vatten är betydligt större än effekterna av den reguljära landhöjningen av havsbotten. För att påvisa betydande förändringar av vattenlinjen som att separata öar förenats med fast mark måste man gå tillbaka till mitten eller slutet på 1800-talet. Farleder och sund som i början av 1900-talet kunde användas för sjötrafik har i många fall blivit för grunda eller behöver muddras. Nya skär och grund som stiger ur vattnet kräver en uppdatering av sjökorten med minst cirka 25-årsintervaller för att kunna utvisa erforderlig noggrannhet i vattendjup. Vattendjupet påverkas också i hög grad av rådande lufttryck över Östersjön i förhållande till lufttrycket i Nordsjön, kraftiga vindar som pressar in eller ut vatten ur Östersjön och den genomsnittliga havsnivån i världshaven som kontinuerligt varierar. Sammantaget ger detta en variation på cirka ±0,5 meter i förhållande till medelhavsnivån under ett år. Vattendjupet i Stockholms skärgård ut till i höjd med Svenska Högarna ligger i genomsnitt inom maximalt 20–35 meter med enstaka djupsänkor på 50–80 meter upp till maximalt 100–110 meter i till exempel Uddjupet och Möja västerfjärd. De största djupen återfinns inom Landsortsdjupet, ett snävt område cirka 15 nautiska mil rakt österut från Landsort, som också utgör det djupaste området i Östersjön, med djup på mellan 440 och 460 meter. Den norra delen av detta område användes på tidigt 1900-tal som tipplats för uttjänt ammunition. 

### Avgränsning
Allmänt betecknas en skärgård som en samling öar utan fast förbindelse med fastlandet. Stockholms skärgårds avgränsning är inte entydig, och flera olika definitioner och avgränsningar förekommer.
I nord-sydlig riktning går den klassiska avgränsningen från Arholma i norr till Landsort i söder. En bredare definition inkluderar hela Stockholms läns skärgård, från Singö och Märket i norr till Tullgarns slott i syd. Ibland räknas hela landskapen Upplands och Södermanlands skärgårdar till begreppet Stockholms skärgård, det vill säga från trakterna av Gräsö till söder om Oxelösund. Det bör i sammanhanget noteras att det mellan Simpnäsklubb och Grisslehamn inte finns någon skärgård, alternativt att det är ett 15 sjömil långt avbrott i skärgården öster om Väddö.
Den del av Stockholms skärgård som ligger norr om Vaxholm går även under beteckningen Roslagens skärgård och avser skärgården utanför den del av fastlandskusten som kallas Roslagen (motsvarande landområdet Södertörn söder om Stockholm), där Bergshamra och Rådmansö tillhör de centrala delarna med en stor koncentration av fritidsfastigheter.
Även i ost-västlig riktning varierar definitionerna, där den bredaste delen sträcker sig ända från Stockholms hamn och ut till de yttersta skären, det vill säga inklusive öar i centrala Stockholm som Lidingö och Djurgården. En mer allmän uppfattning är att skärgården i höjd med Stockholm börjar vid Fjäderholmarna. Några av de största öarna såsom Värmdö och Ingarö har centrala delar med en karaktär av fastland och förorter till Stockholms stad och räknas därför som en del av den allmänt glesbefolkade och naturnära skärgården. Samtidigt finns på fastlandet orter av skärgårdskaraktär som uppfattas som delar av skärgården, som exempelvis Dalarö. Lidingön anses tillhöra fastlandet i Storstockholm genom de fasta broförbindelserna till Stockholms stad även om omkringliggande öar och vattenområden tillhörande Lidingö kommun är att betrakta som en del av skärgården närmast Stockholm.
Som exempel på avstånden österut i den norra delen av mellanskärgården till den yttersta skärgården är avståndet från Vaxholm förbi Möja, Stora Nassa och Gillöga skärgård ut till Svenska Högarna lågt räknat cirka 65 kilometer (35 nautiska mil). För en farkost som framförs med 12 knop tar färden minst cirka 3 timmar.

### Indelning

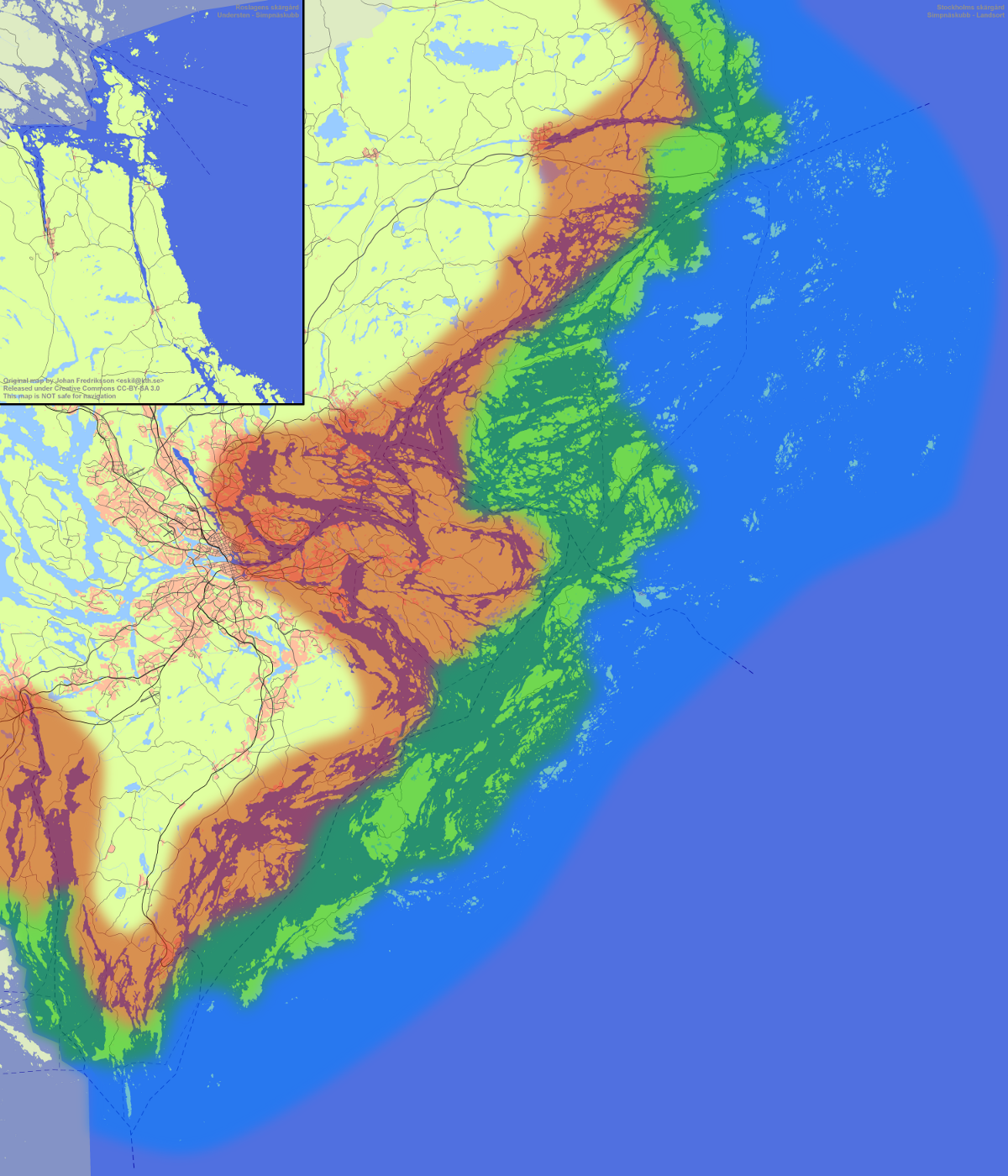
Skärgårdens ungefärliga indelning i inner-, mellan- och ytterskärgård.

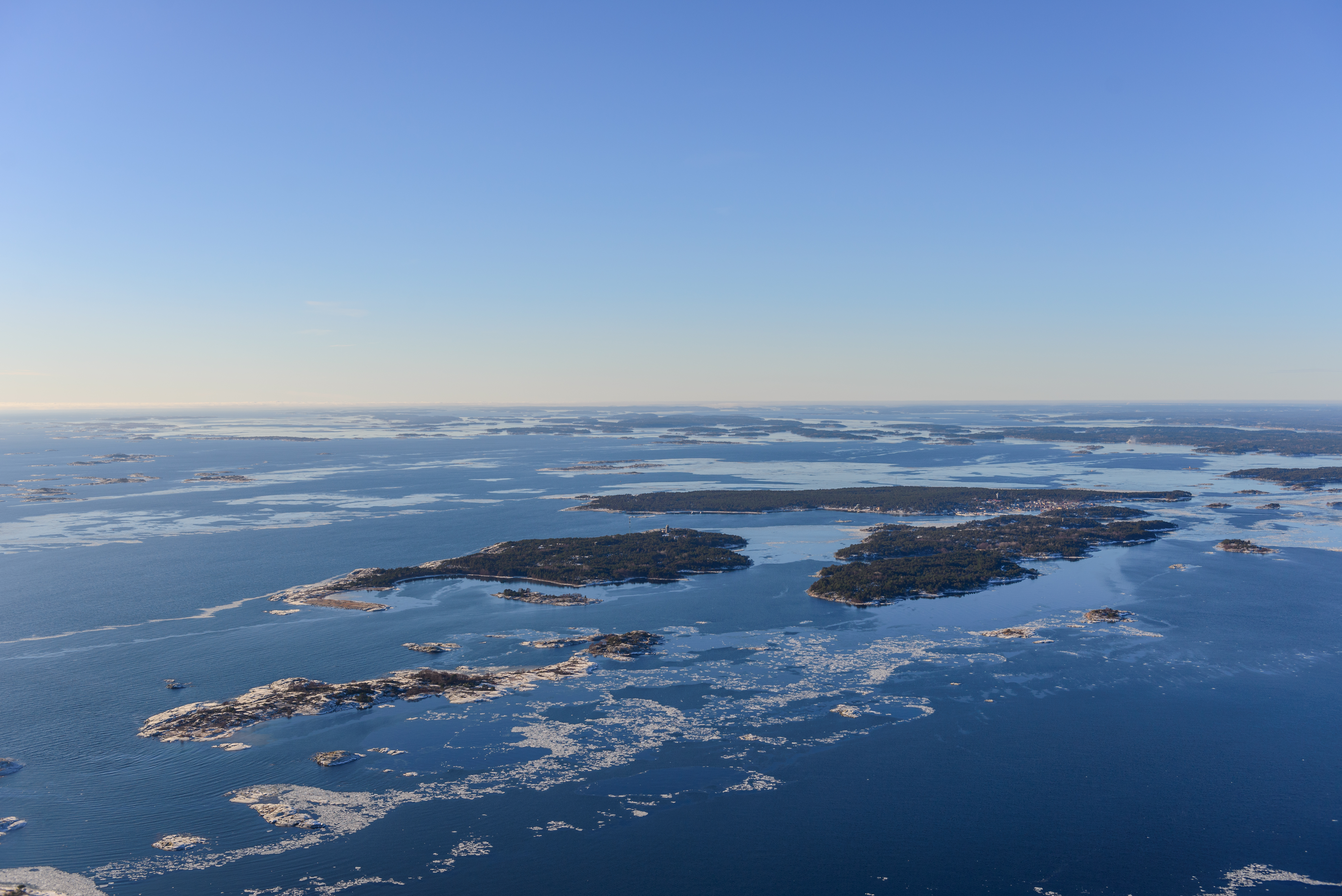
Korsö, Kroksö och Sandön i ytterskärgården.

Stockholms skärgård brukar indelas i de norra, mellersta och södra delarna, där gränserna går ungefär mellan Ängsö och Ljusterö respektive mellan Nämdö och Dalarö. Dock saknas entydiga gränser däremellan. Även indelning i endast en nordlig och en sydlig del förekommer, med gräns längs Strömma kanal och södra Kanholmsfjärden ut till Sandhamn.
En mer entydig indelning utgörs av de ordinarie sjökorten och båtsportkorten över Stockholms skärgård som bland annat utges av Sjöfartsverket.
Ytterligare en nord-sydlig indelning görs av SMHI i dess sjöväderrapporter; i de två områdena Söderarm–Sandhamn och Sandhamn–Landsort. Därtill görs ofta en distinktion mellan ytterskärgården som domineras av stora öppna fjärdar och små, karga och sparsamt bevuxna klippöar, den mer skyddade och lummiga mellanskärgården med sin hällmarkstallskog och innerskärgården som domineras av ett fåtal stora öar med fastlandskaraktär. Dock är även dessa områden utan precisa eller formella avgränsningar.

### Öar

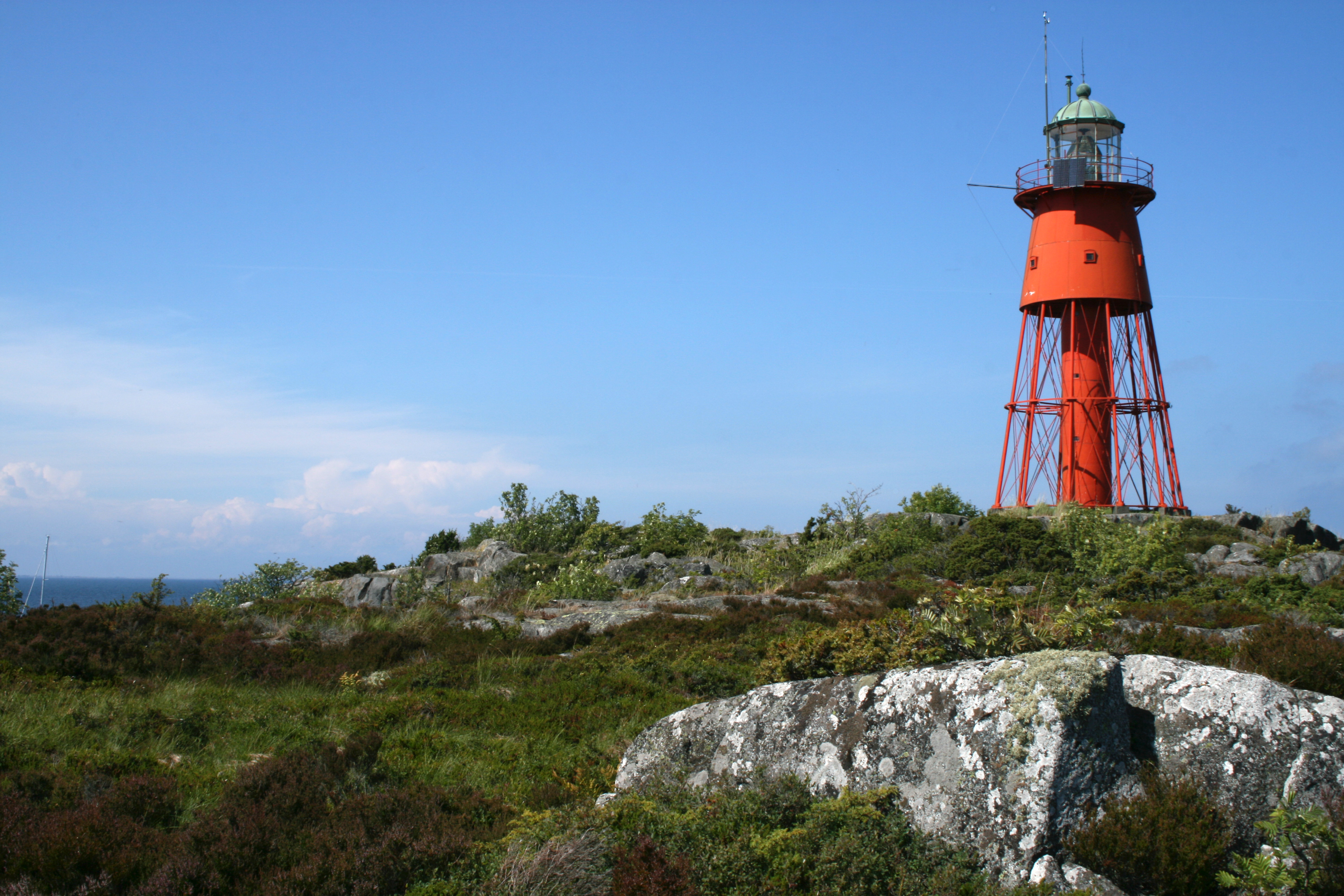
Fyren på Svenska Högarna.

| Till de största skärgårdsöarna hör, från norr till söder: - Blidö - Yxlan - Ljusterö - Ingmarsö - Möja - Vindö - Värmdö - Ingarö - Runmarö - Nämdö - Ornö - Muskö - Utö - Nåttarö - Torö | Andra mer kända öar inkluderar: - Arholma - Fejan - Furusund - Husarö - Svartsö - Norröra - Söderöra - Svartlöga - Rödlöga - Siarö - Löparö - Fjäderholmarna - Sandön (Sandhamn) - Grönskär (ost om Sandhamn) - Bullerö - Öja (Landsort) | ...samt ögrupperna i ytterskärgården: - Norrpada skärgård - Rödlöga skärgård - Gillöga - Fredlarna - Stora Nassa - Lilla Nassa - Ängskärs skärgård - Kallskärs skärgård - Lygna skärgård - Björkskär - Horssten - Svenska Högarna - Huvudskär |

### Orter
| Innerskärgården - Kapellskär - Spillersboda - Grinda - Dalarö - Nynäshamn - Vaxholm | Mellersta skärgården - Furusund - Finnhamn - Möja - Stavsnäs - Utö | Ytterskärgården - Landsort - Sandhamn |

### Fjärdar
Bland de mer kända fjärdarna i Stockholms skärgård märks:
| - Horsstensfjärden - Horsfjärden - Ingaröfjärden - Jungfrufjärden - Kanholmsfjärden - Långgarnsfjärden - Mysingen - Nämdöfjärden - Saxarfjärden - Trälhavet | ...och närmast Stockholm: - Askrikefjärden - Baggensfjärden - Erstaviken - Kyrkfjärden - Lilla Värtan - Stora Värtan |

## Demografi
Beroende på de varierande definitionerna av skärgårdens utbredning är det ogörligt att på ett entydigt sätt redogöra för hur många människor som bor i Stockholms skärgård. Enligt landstingets regionalplane- och trafikkontor (RTK) bodde det 14 212 personer på öarna i Stockholms skärgård vid slutet av 2005. Större delen av skärgårdsbefolkningen bor på större öar som Möja, Ingarö och Utö.

## Bebyggelse
Den ursprungliga bebyggelsen i skärgården präglas av den traditionella svenska landsbygdsarkitekturen med rödmålade trähus och för skärgårdslivet anpassade byggnader som bondgårdar, båthus och fiskestugor.

### Sommarvillor

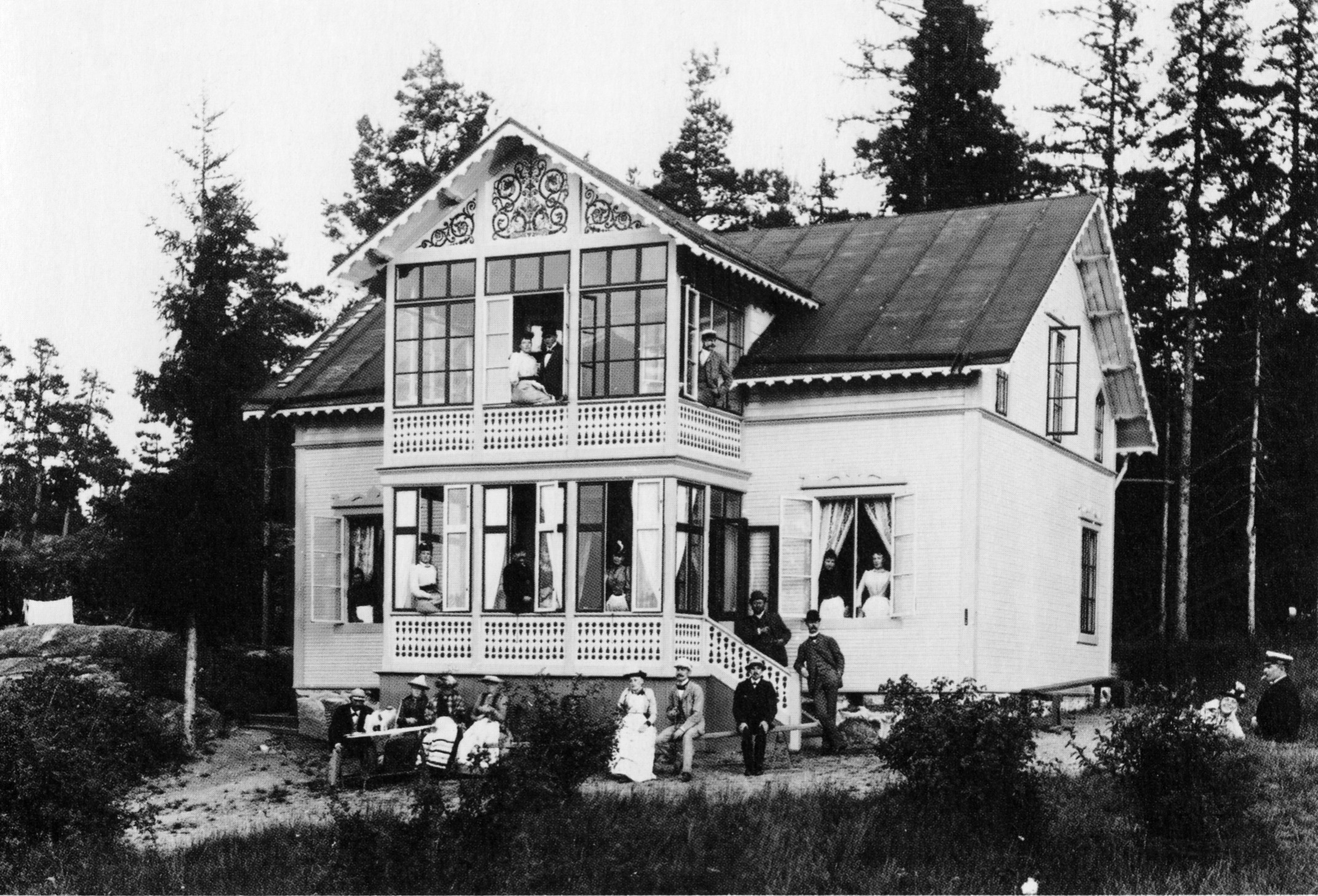
"Erikslund" på Norra Lagnö med sommargäster år 1892.

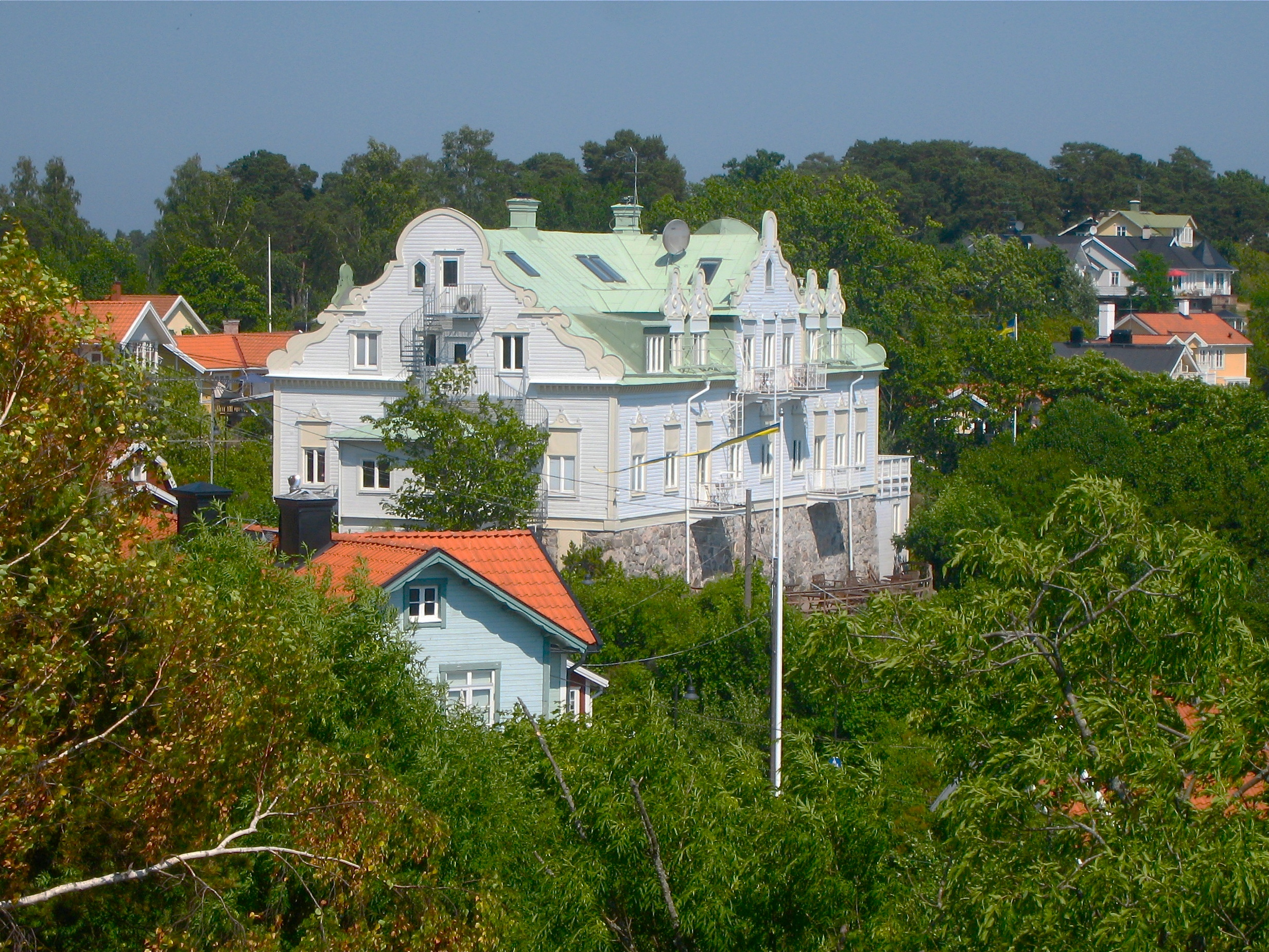
Sommarhus i Dalarö uppfört 1884–1886 för Alf Wallander i holländsk renässansstil. Idag inrymmer huset hotell Bellevue.

Efter 1860-talet och en bit in på 1900-talet uppstod en ny typ av byggnader i Stockholms innerskärgård. Det var de stora sommarvillorna som uppfördes främst av den välbärgade borgarklassen som började köpa eller arrendera mark i inre skärgården (Nacka, Lidingö, Värmdö, Gustavsberg). Ett exempel är Erikslund på Norra Lagnö som uppfördes omkring 1884 av byggmästaren O.J. Haglund för skomakarföretagaren Johan Petter Lagerborg. Han hade familj med tre barn, verkstad för skotillverkning på Östermalm och salubod på Holländargatan. Det var regel att den välbärgade ägaren tog med sig tjänstefolket från stan ut till sommarhuset, vilket var en orsak till att husen byggdes väl tilltagna så att tjänstefolket skulle få ordentligt med utrymme i huset för ett stort hushåll och även kunna inkvarteras i separata rum i huset. Perioden i slutet av 1800-talet sammanföll inom konsten med övergången från ateljémåleri till naturmåleri. Bland de konstnärer och författare som vid tiden arbetade eller hade ateljéer i Stockholms skärgård kan nämnas August Strindberg, Bruno Liljefors och Gustaf Fröding.
Orsaken till sommarutflyttningen var flera. En anledning som har anförts var dåliga sanitära förhållandena, brist på rent vatten och en allmänt dålig lukt på Stockholms gator och torg sommartid när det blev varmt och solen gassade, på grund av undermåliga avloppssystem. En annan anledning var det allt ökande intresset från mitten av 1800-talet för ett hälsosammare liv i allmänhet än vad staden kunde erbjuda på sommaren, nära naturen när klimatet var som bäst och vattentemperaturen i innerskärgården gjorde det möjligt med bad i havet, där Carl Curman (1833–1913), badläkare i Lysekil anses vara en av föregångarna på friskvårdsområdet i Sverige. De bofasta i skärgården har i egentlig mening aldrig använt havsvattnet för nöjesbad, utan enbart för transport, fiske och i sällsynta fall för att tvätta sig när temperaturen så tillät, varför stadsbornas tilltag med att slänga sig i havet för rent nöjes skull var något helt nytt för ortsbefolkningen. En och annan grosshandlare fanns med bland de som uppförde dessa sommarvillor; därav den i folkmun utbredda benämningen grosshandlarvillor för påkostade sommarvillor i trä, ofta med en rik utsmyckning av sirliga snickerier. Det skulle se propert ut och ge en vision av att ägaren tillhörde den mer förmögna borgarklassen. Enligt en förteckning från 1888 över antal villor/egendomar och sommargäster fanns 1 280 villor/egendomar och 2 093 sommargäster i skärgården.
Många av villorna ritades av kända arkitekter som Fredrik Wilhelm Scholander, Charles Emil Löfvenskiöld, Carl Westman och Adolf W. Edelsvärd. Sommarvillan var i regel en påkostad träbyggnad, ibland i fornnordisk, nationalromantisk stil som Eva Bonniers villa på Dalarö, ritad av Ragnar Östberg. Men oftast var husen gestaltade i schweizerstil eller en kombination av olika stilar. Schweizerstilen stod för ett sunt liv nära naturen. Sommarvillan var oftast helt oisolerad, genom att den bara skulle tjänstgöra som en tillfällig sommarbostad. Viktigt var en stor inglasad veranda med sjöutsikt, som hängde ihop med det innanför liggande rummet. Denna verandatyp kallades sedermera i folkmun för punschveranda eller groggveranda där man bjöd in gäster och umgicks på sommarkvällarna. 
Många av skärgårdens sommarvillor har bevarats och genom strandskyddet har ett fåtal nya byggnader tillkommit längs stränderna. Numera är de forna sommarvillorna ofta vinterbonade och används för året-runt-bruk. Merparten av de större sommarvillorna byggda runt sekelskiftet 1900 och i början på 1900-talet ägs idag av företag och institutioner.

### Sommarstugor & sommargäster
In på 1940-talet och efter andra världskriget växte en ny typ av sommarhus fram som var betydligt mindre än den klassiska så kallade sommarvillan, oftast i storleksklassen 20–50 m². Husen var oftast helt oisolerade utan indraget vatten och med utedass, anpassade för den normala inkomsttagaren. Samhällsutvecklingen under och efter andra världskriget och införandet av semesterlagen 1938 med mer fritid medförde att även familjer med normala inkomster började köpa tomter och uppföra mindre fritidshus i närheten av havet i den inre skärgården utefter kusten och vid större insjöar utanför städerna. Bilen som började bli vanlig först efter andra världskriget hade också ett avgörande inflytande på utvecklingen, genom att erbjuda betydligt större rörlighet. Husen som ofta uppfördes av tomtköparen själv var mycket enkelt byggda, avsedda enbart för att användas under sommarsäsongen. Man såg ett stort värde i att komma ut i naturen till ett eget hus, den friska luften och närheten till bad.
Under samma tidsskede uppfördes också många barnkolonier ute i skärgården för att yngre barn, speciellt i familjer med knappa ekonomiska förhållanden, skulle få möjlighet att komma ut i naturen under sommaren när den övriga familjen arbetade. Planerade större områden med ren fritidshusbebyggelse började också växa fram under denna tid där de enkla sommarstugorna och campingstugorna vid Årsta havsbad, som uppfördes i HSB:s regi på 1930- och 1940-talen är ett bra exempel på detta. Planerade fritidshusområden fick uppföljare även långt senare, där olika byggbolag låg bakom projekten, som exempelvis Bergshamra-Envikens fritidshusområde ute vid kusten söder om Norrtälje.

#### Skärgården invaderas av sommargäster

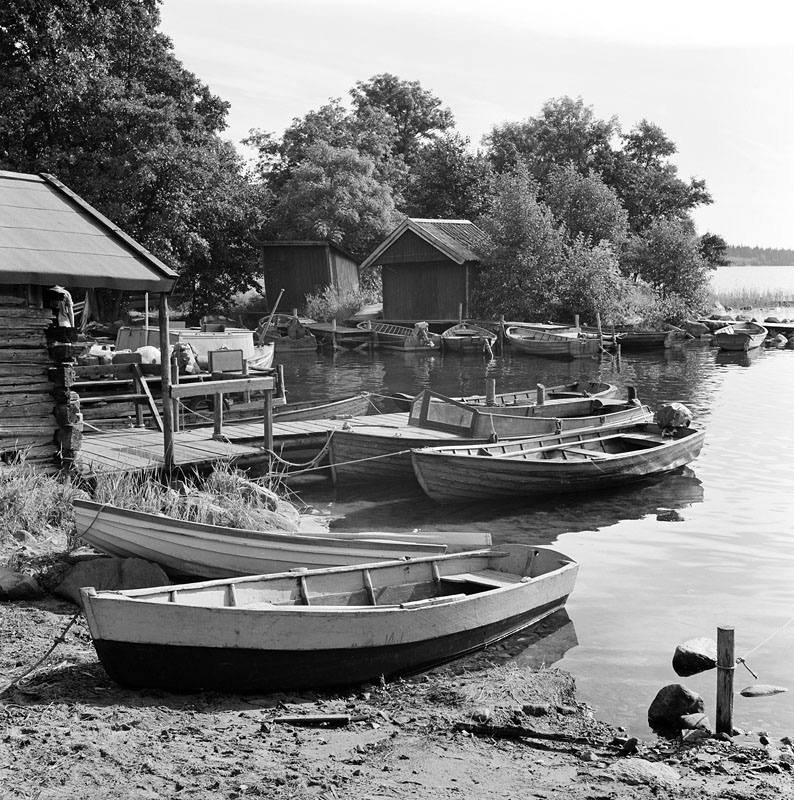
Mindre fiskehamn vid Rävsnäs, Rådmansö på 1960-talet med sjöbodar och bryggplatser som alltmer kom att utnyttjas främst för sommargästernas roddbåtar tillverkade i trä, ofta försedda med moderniteten "aktersnurra". Plastbåten var ännu inte introducerad. Foto: Herbert Lindgren, 1961.

Den stora utflyttningen från städerna under semesterperioderna på 1940–1960 talen inleddes dock inte genom byggandet av egna sommarstugor utan i huvudsak genom att ortsbefolkningen i de kustnära områdena och ute i skärgården hyrde ut rum i den egna bostaden med anslutande mindre provisorisk köksdel eller separata mindre stugor som tidigare hade använts som drängstugor, magasin- och förrådshus, som man inredde och försåg med enklaste typen köksutrustning och i bästa fall indraget dricksvatten för att kunna användas som bostad under sommaren. Under 1950- och 1960-talen utvecklades uthyrningsverksamheten mycket starkt utefter hela den svenska ostkusten och även längre ut i skärgården, vilket gav en dramatisk ökning av befolkningen under sommarmånaderna och en välkommen extrainkomst för den bofasta befolkningen i form av hyresinkomster (oftast skattefria) och en ökad handel. De stora dagstidningarna var fulla av radannonser på våren om rum och stugor som hyrdes ut av ortsbefolkningen. Snart sagt vartenda beboeligt sjönära uthus och bod hyrdes ut, där hyrestiden oftast avsåg hela sommaren motsvarande skolornas sommaruppehåll, till ett fast pris, ospecificerat i antalet veckor. Begreppet "sommargäster" härrör från denna tid, det vill säga folk som var hyresgäster på sommaren i ortsbefolkningens egna fastigheter. Den nära kontakten mellan stadsborna och ortsbefolkningen gav många nya värdefulla erfarenheter för både stadsbor och skärgårdsbefolkningen. Den kända TV-filmatiseringen av Astrid Lindgrens Vi på Saltkråkan kan sägas beskriva urtypen för relationerna mellan "sommargäster" och ortsbefolkning under denna epok. Genom att de flesta kommuner gjorde det möjligt för ortsbefolkningen att stycka av mark från sina lantbruksfastigheter för fritidshusbebyggelse och sälja tomter, samtidigt som den allmänna inkomstnivån i Sverige steg kraftigt runt 1960-talet, växte så småningom intresset för att uppföra sin egen sommarstuga. Den mark som erbjöds var oftast kuperad och bergig, i stort sett värdelös ur lantbrukssynpunkt, genom att den inte kunde användas som odlingsmark eller som betesmark för boskap och heller inte gav någon större avkastning i form av skogstillväxt. De flesta av dessa tidiga tomtförvärv finns fortfarande kvar med oförändrade tomtgränser men är idag ofta bebyggda med större sommarstugor med bättre isolering och utrustning. Den strandnära marken var ofta inte styckbar för fritidshusbebyggelse genom lagen om strandskydd som tillämpades strikt av många kommuner.

#### Nya tider och utlandsresor
Fram mot mitten av 1970-talet upphörde inom några få år i stort sett uthyrningsverksamheten hos ortsbefolkningen genom flera samverkande faktorer. Ortsbefolkningen fick en bättre ekonomi och såg inte längre uthyrning som någon viktig sidoinkomst. Den bofasta befolkningen i skärgården som hade ägnat sig åt lantbruk och fiske i generationer tillbaka började minska dramatiskt. Många mindre lantbruk lades ner och det småskaliga fisket upphörde snabbt när den äldre generationen blev för gammal och flyttade in till olika typ av äldreboende. Den uppväxande efterkrigsgenerationen såg inga möjligheter att kunna försörja en familj och leva på de små jordbruksarealerna, utan hade börjat söka sig in till städerna på fastlandet för bättre utkomstmöjligheter. Föräldragården kom att utnyttjas som permanentbostad eller så byggde man nya permanentvillor på mark som tillhörde gården i de fall avståndet in till arbetsplatsen på fastlandet var rimligt. I många fall utnyttjades föräldragårdens hus enbart som fritidsbostad av släkten eller så styckade man av tomten med boningshusen och sålde fastigheten, men behöll lantbruksarealen som om möjligt arrenderades ut till närmast större lantgård som fortfarande var i drift. Många stadsbor byggde egna sommarstugor på 1970- och 1980-talen och svenska folket började i allt högre grad att åka utomlands på prisbilliga charterresor till främst medelhavsområdet som erbjöd garanterad sol och värme under de svenska semesterveckorna på sommaren. Charterresandet tog ordentlig fart i mitten på 1960-talet där Simon Spies var en av de stora pionjärerna på området i Skandinavien. För de som tidigare hade skaffat sig en sommarstuga kom stugan att utnyttjas i mindre grad på sommaren och då främst under helger på vår och höst och under den återstående delen av semestern. Båtcamping blev ett alltmer sällsynt alternativ till sysselsättning under semesterveckorna. Fram mot 1990-talet vände trenden från att ha utnyttjat semesterveckor på sommaren för utlandsvistelse till att man i högre grad förlade eventuell utlandssemester till hösten eller till vinterhalvåret till resmål med varmt klimat året runt. Ökade möjligheter för många till mer flexibel förläggning av semesterveckorna utspridda över året och ett ökat antal semesterdagar reglerat i centrala arbetstidsavtal var också några av de faktorer som låg bakom det nya sättet att utnyttja semestertiden. Den hyrda eller egna sommarstugan blev åter ett populärt alternativ för många men som främst utnyttjades under ett fåtal veckor under den svenska högsommaren från midsommartid fram till i början på augusti. Den ökade användningen av sommarstugor under vår och höst bidrog till att många stugägare isolerade sina hus, byggde ut med fler rum och investerade i indragning av vatten och ordnat avlopp för kök och WC, alternativt inrättande av en godkänd typ av infiltrering och kompostering. "Sommarstugan" fick alltmer funktionen av ett fullutrustat "fritidshus".

## Natur och djurliv

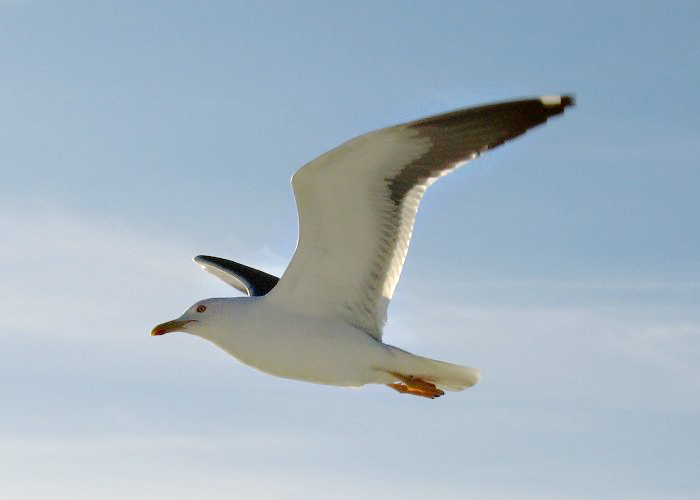
Fiskmåsen, en skicklig flygare, fiskare och allätare, är skärgårdens vanligaste och mest framgångsrika fågelart. Den större arten havstrut förekommer nästan enbart i ytterskärgården.

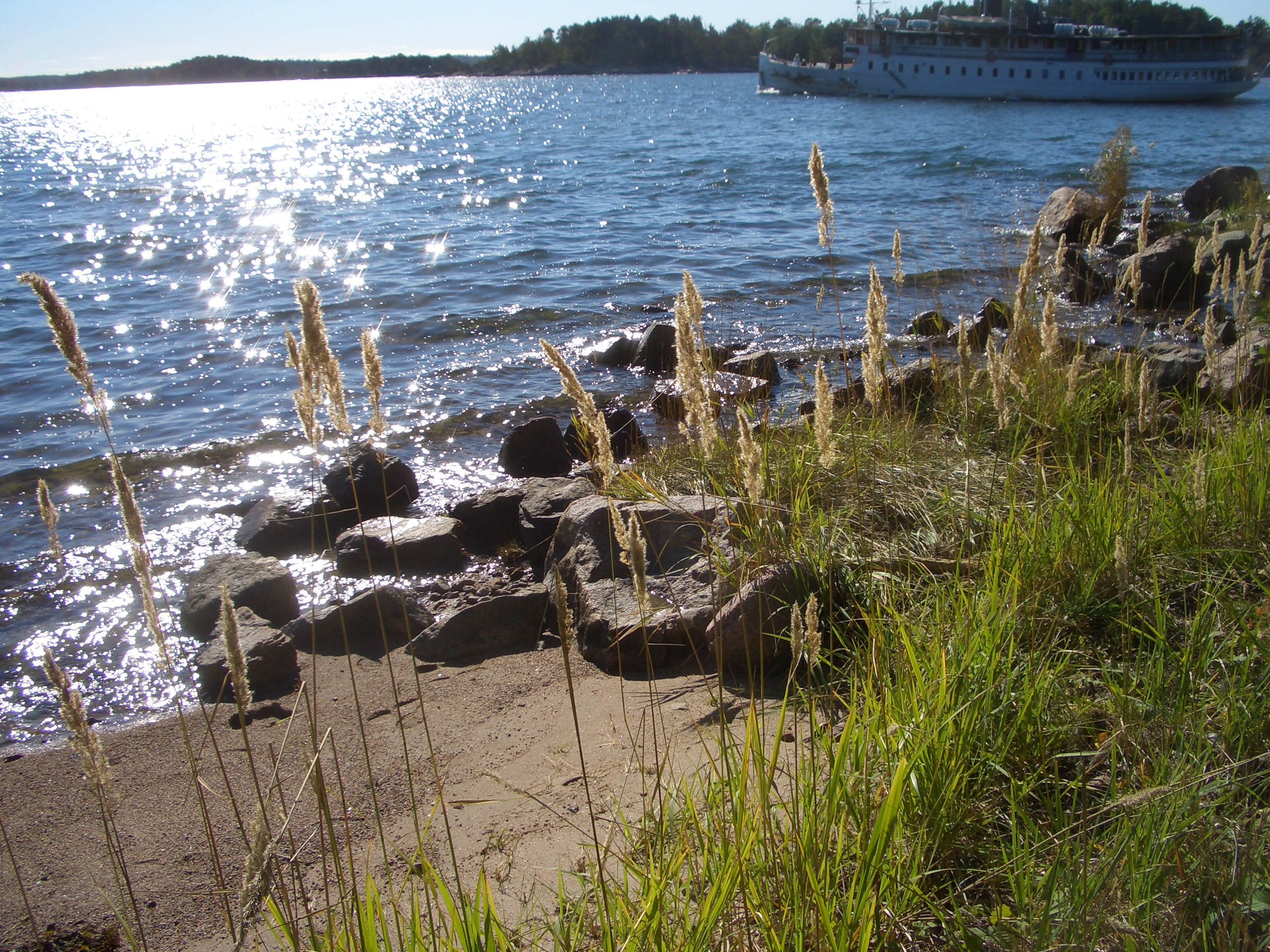
Strandparti på södra Grinda.

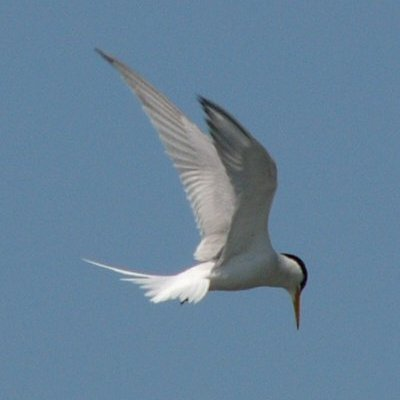
Tärnan med sitt karaktäristiska sätt vid fiske att hovra med huvudet i helt stillastående position ovanför vattnet för att fokusera på bytet och sen störtdyka rakt ner i vattnet, är en vanlig syn i skärgården.

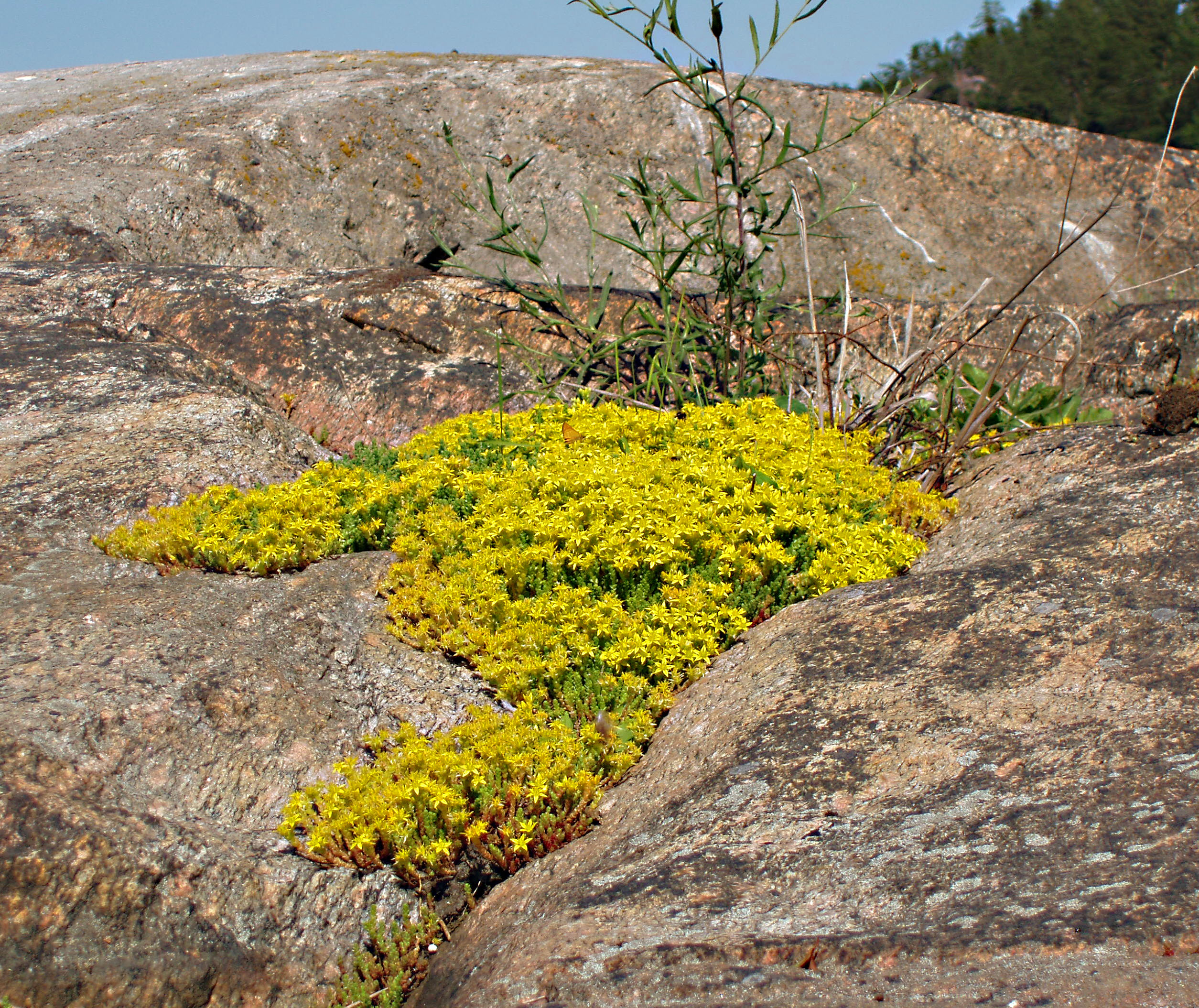
Gul fetknopp är en vanlig växt i bergskrevor i skärgården med dålig jordmån där det ansamlas regnvatten.

Stockholms skärgård har en speciell natur, skapad av inlandsisen, landhöjningen och det karga kustklimatet. Skärgårdsnaturen har även präglats av människans påverkan genom äldre tiders jord- och skogsbruk, sjöfart, Stockholms försvar och sedan mer än 100 år av sommargäster.
Skärgårdens flora, fauna och landskap skiljer sig åt mellan de små väderutsatta och glesbefolkade skären och ögrupperna i ytterskärgården och de i regel större och mer fastlandsliknande öarna i innerskärgården. Ytterskärgården uppvisar många ovanliga arter såsom gråsäl, berguv och diverse kustfågelarter, marint liv som blåstång och havstulpan och växterna guckusko och majviva. Bland kustfåglarna märks bland andra de vanligt förekommande fiskmås, havstrut, ejder, knölsvan, havsörn och alfågel.
Den framgångsrika skarven som alltid häckar i starkt koncentrerade grupper på mindre öar, där all växtlighet ofrånkomligt dör av övergödning från fågelns spillning, har genom skyddsjakt och under de senaste åren gradvisa minskningen av fisk i Östersjön, reducerats till en begränsad population. Populationen av kanadagås har efter många år av stadig ökning i den innersta delen av skärgården, stabiliserats i antal.
Skärgårdsstiftelsen bedriver ett omfattande arbete för att bevara en levande skärgårdsnatur och kulturmiljö, genom renhållning, tillsyn och även småskaligt jord- och skogsbruk. Stiftelsen arbetar även för att bevara hotade arter i Stockholms skärgård.
I skärgården finns en nationalpark, Ängsö, och ett flertal naturreservat, däribland Svenska Högarna och (sedan 2008) Nåttarö, Rånö och Ålö.

## Vattenkvalitén i skärgården
Svealands Kustvattenvårdsförbund (SKVVF) i samarbete med institutionen för Systemekologi vid Stockholms universitet har sen 2002 genomfört omfattande undersökningar av vattenkvalitén utefter Svealandskusten. Rapporten för 2008 indikerar att vattenkvalitén i viss mån har förbättrats under 2000-talet och i alla fall inte försämrats i någon avgörande grad.

## Turism

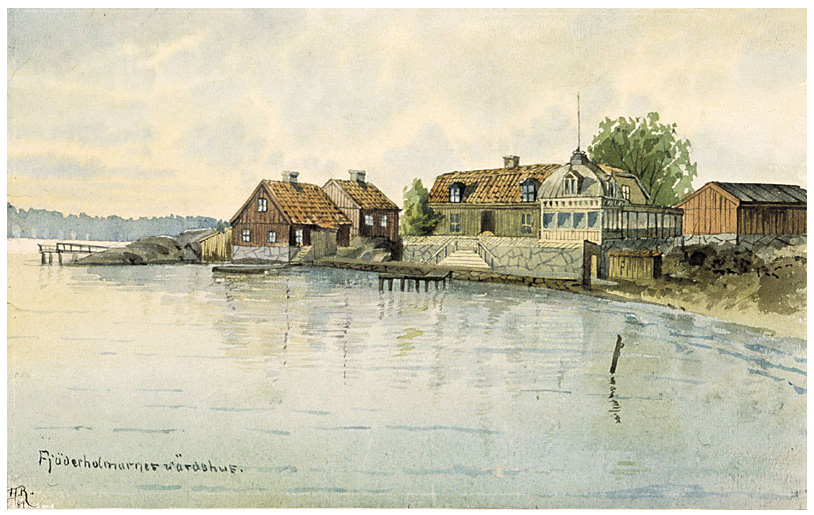
Fjäderholmarnas värdshus 1889.

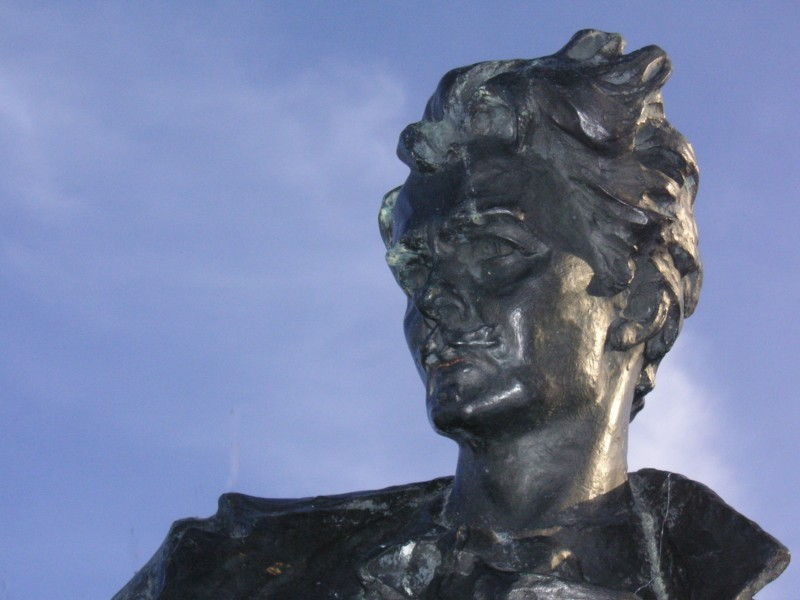
Den unge Strindberg i skärgården.

Stockholms skärgård är sen tidigt 1920-tal att stort turistmål för såväl stockholmare som mer långväga gäster. Antalet besökare i skärgården eller på genomresa med större passagerarfartyg har under de senaste åren uppskattats till omkring 7,5 miljoner per år (uppgifter från 2003).
Turismen omfattar alltifrån dagsturer eller båtluffarpass med skärgårdsbåtar, till egna eller hyrda fritidsbåtar och sommarhus. Antalet fritidsbåtar i Stockholms skärgård med sin hemmahamn inom Stockholms skärgård och kust har uppskattats till omkring 100 000. och antalet fritidshus till omkring 50 000.

### Fritidsbåtbestånd

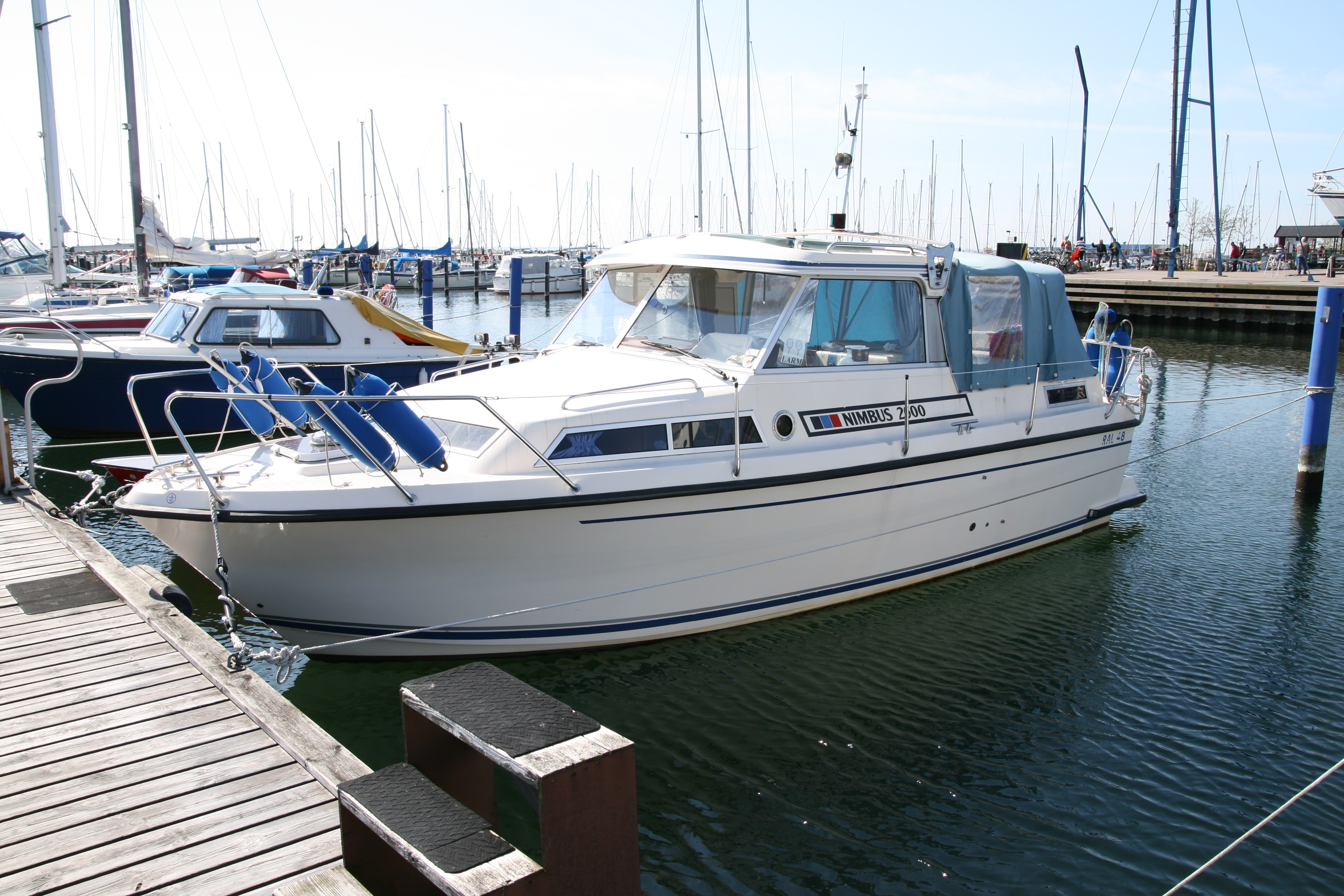
Deplacementgående campingbåt i den större klassen, cirka 8 meter, med inombords dieselmotor. En flytande "sommarstuga" med alla bekvämligheter ombord.

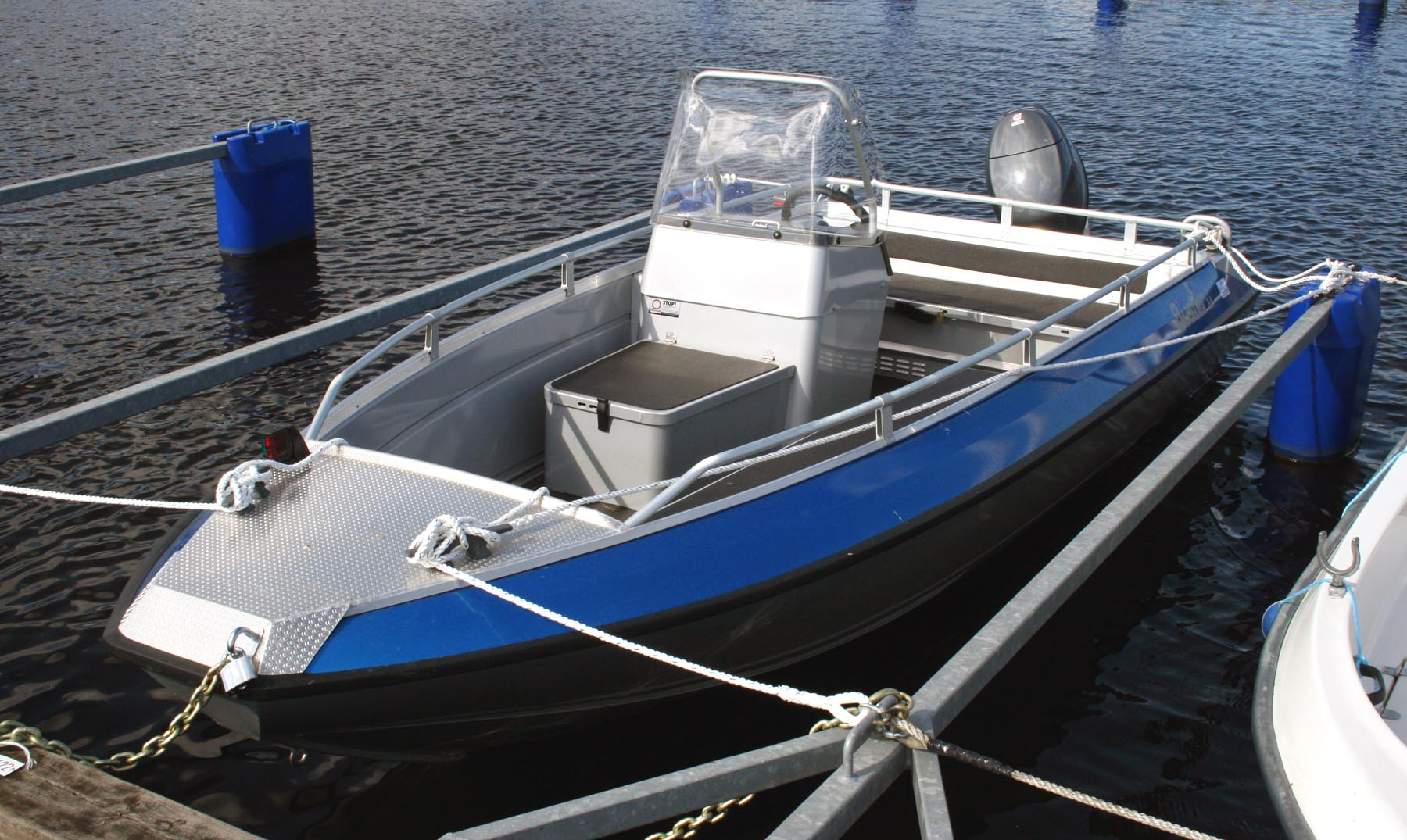
Vanlig styrpulpetbåt med skrov i aluminium och utombordsmotor.

De i särklass vanligaste typerna av fritidsbåtar som gäller generellt utefter den svenska kusten och även i Stockholms skärgård, kan delas upp i två huvudkategorier som till största del beror på innehav av kustnära permanent- eller fritidshus:
- För de som inte innehar ett kustnära permanentboende eller fritidshus är den vanligaste båttypen den 6–8 meter långa täckta deplacementgående motorbåten med inom- eller utombordsmotor eller på segelbåtssidan den 6–9 meter långa segelbåten försedd med inom- eller utombordsmotor med övernattningsmöjligheter och möjlighet till matlagning i båten. Båten utnyttjas i detta fall främst under semesterveckorna och helger under perioden juni–augusti där man besöker olika delar av skärgården inom ett relativt stort område men koncentrerat till områden omkring till de etablerade större farlederna i mellanskärgården och platser med tillgång till gästhamnar där vatten- och bränsle- och livsmedelsförråd kan fyllas på. Båttypen motsvarar landsvägens husbil som ger en stor rörlighet i friluftslivet utan krav på närliggande boendeservice där man väljer att slå läger för kortare eller längre tid.
- För de som har tillgång till kustnära permanentboende eller fritidshus i den inre delen av skärgården är den i särklass vanligaste båttypen den 4,5–5,5 meters planande båten med utombordsmotor med eller utan styrpulpet som ofta används dagligen både för transporter, inköpsresor, fiske och för utflykter till närliggande ögrupper inom en radie på cirka 10–15 distansminuter. Den bofasta skärgårdsbefolkningen har ofta samma typ av båt men försedd med en mindre akterhytt för att kunna använda båten i dåligt väder och under hela den isfria perioden av året.

Dessa skillnader i båtinnehav, som givetvis kan variera, är tydligast vid en jämförelse mellan båtbeståndet på de stora marinorna på fastlandssidan och de många mindre bryggplatserna längre ut i skärgården. För att snabbt komma ut till de mer glest trafikerade områdena i skärgården och spara både tid och bränsle på rena transportsträckor i innerskärgården, hyr många en kombinerad brygg- och parkeringsplats längre ut i skärgården på de öar som har vägförbindelse med fastlandet.

### Museer
I Stockholms skärgård finns uppskattningsvis ett tjugotal hembygdsmuseer lokaliserade till de större mer tätbefolkade öarna och på fastlandet utefter kusten.

### Friluftsliv i skärgården

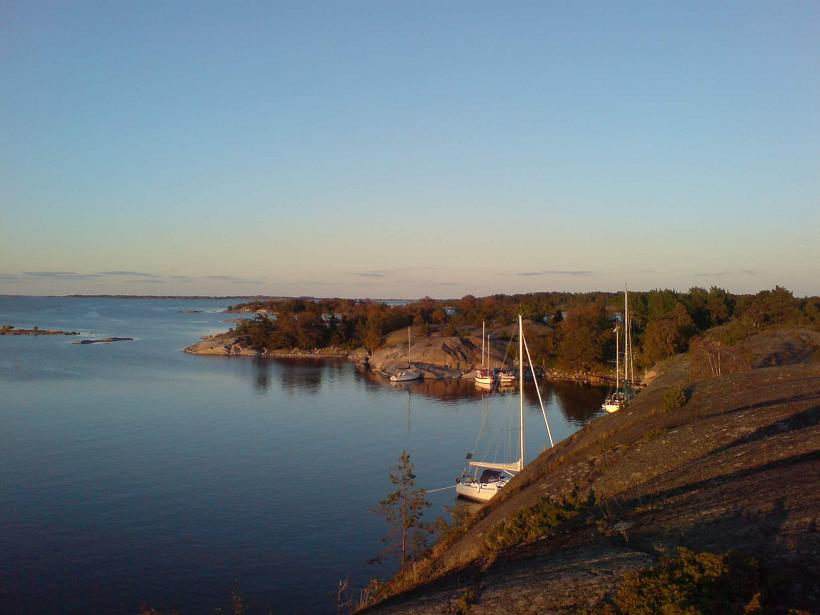
Naturhamn vid Biskopsön syd om Nämdö.

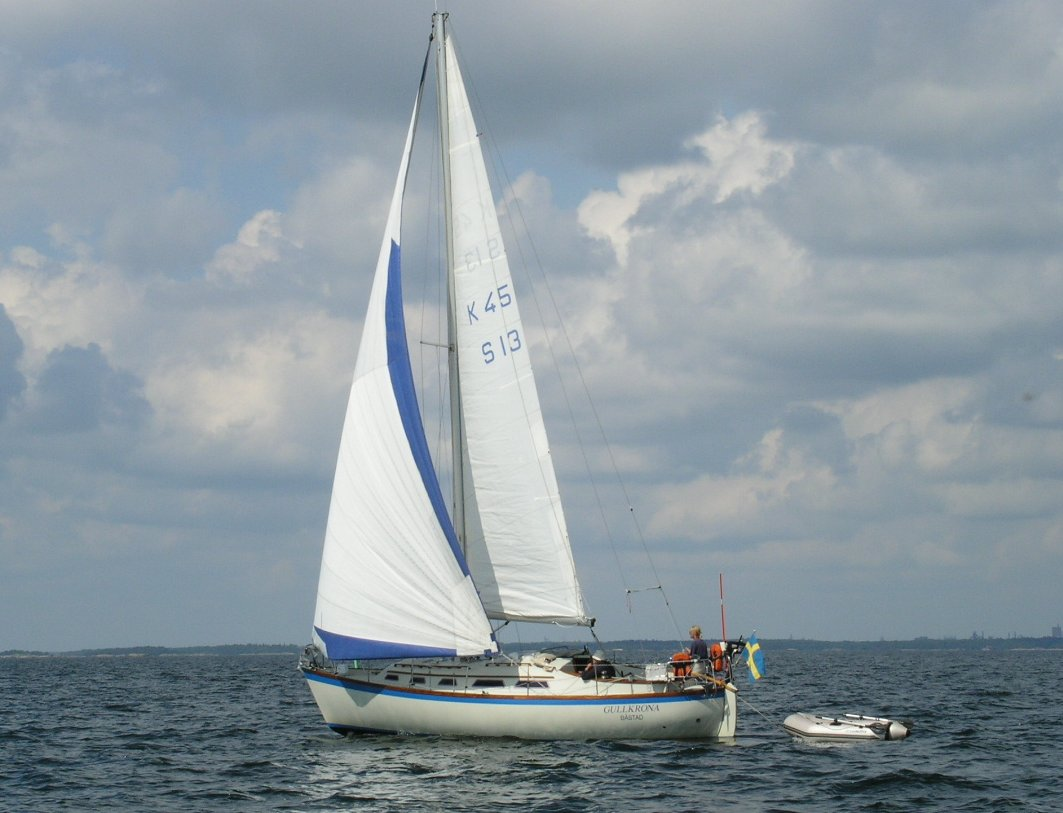
Havs- och skärgårdskryssare i 9 meters klassen för långfärdssegling med inombords dieselmotor. Båt av äldre typ (Allegro 33).

Friluftsliv på skärgårdens vatten och på de många obebodda öarna, kräver många hänsynstaganden som i väsentlig grad skiljer sig från friluftsliv på fastlandet. Genom att det ofta inte finns några tydliga avgränsningar genom skyltning vilka öar som är privatägda med begränsningar i tillträde och vilka öar som utgör naturreservat eller utvisar tomtavgränsningar på bebodda öar där allemansrätten har vissa begränsningar, uppstår ofta problem när turister vistas i skärgården. De betydligt sämre möjligheterna för tillsynspersonal, kustbevakning och sjöpolis att ge direkt information till besökare och övervaka det vidsträckta skärgårdsområdet har angetts som en förklaring till att allemansrätten beroende av okunskap ofta utnyttjas på ett felaktigt sätt och skapar större problem i skärgården än på fastlandet.
Den allt intensivare trafiken med snabbgående fritidsbåtar, som förutom farten med de stora motorstarka båtarna skapar stora svall, som inleddes på tidigt 1980-talet och som under åren kontinuerligt har ökat, har utvecklats till ett miljöproblem för både mer långsamtgående fritidsbåtar, segelbåtar, fågelliv och boende i skärgården. Förhållandet har föranlett Naturskyddsföreningen i Stockholms län att tillsammans med Svenska Turistföreningen, Stockholmskretsen, förorda en generell hastighetsbegränsning för all civil sjöfart i Stockholms skärgård från Arholma till Landsort på maximalt 25 knop men även införande av fler hastighetsbegränsningar till 5, 8 respektive 12 knop i de allmänna farlederna och trånga sund i de mer tättbebyggda delarna av innerskärgården. Till problematiken med snabbgående båtar och avsaknaden av hastighetsgränser inom stora områden till skillnad mot vägtrafiken på fastlandet, kommer den stadigt ökande användningen av de extremt snabbgående vattenskotrarna i speciellt innerskärgården, med fartresurser på 40–60 knop, även inbegripet de snabba så kallade ribbåtarna som kör betalturer i innerskärgården med sällskap där farten anges som främsta upplevelseargument. Dessa farkoster upplevs av många i skärgården som ett ökande buller- och miljöproblem och som också kan vara ett problem för sjöfågel som inte har en chans att fly undan farkoster som förs fram med farter över cirka 25 knop.
Vattenskoterproblematiken har under många år diskuterats där man från olika skärgårdsorganisationer förordat en ny lagstiftning som bara tillåter användning inom begränsade områden i likhet med terrängkörning med motorcyklar. Nuvarande (2009) bestämmelser för användning av vattenskoter tillåter framfart enbart utefter de av sjöfartsverket fastlagda farlederna med de fartbegränsningar som anges i aktuella sjökort och genom skyltning utefter farlederna. 
Nedskräpningen i skärgården av både tillfälliga besökare och så kallade båtcampare har sen tidigt 1960-tal när antalet fritidsbåtar ökade starkt, varit ett problem. Genom intensiva upplysningskampanjer från olika natur- och turistorganisationer under många år och uppställning av sopmajor på många strategiska platser har problemen på senare tid dock minskat jämfört med förhållandena under 1960- och 1970-talen när båtcamping växte fram som en ny stor fritids- och semesteraktivitet som alternativ till bilcamping eller hyrning av sommarstugor. Eldning för grillning direkt på släta klipphällar som kan ge allvarliga skador genom att berget spricker i stora flagor, var länge ett stort problem som dock har minskat genom intensiva upplysningskampanjer. Nonchalans från många mot fågellivets behov av avskildhet under häckningen och lössläppta hundar på öarna har medfört att man varit tvungen att förbjuda landstigning och även att vistas på vattenområdet inom stora områden under större delen av vår och sommarsäsong, där Stora Nassa skärgård är ett av de största fågelskyddsområdena i Stockholms skärgård, med förbud mot landstigning från 1 februari till 15 augusti. Speciellt Stora Nassa skärgård med sin unika natur och hundratals låga öar brukar av den anledningen vara ett mycket populärt utflyktsmål i början av augusti när det är fritt att landstiga, där man kan se ett lämmeltåg av båtar söka sig ut mot ögruppen när den första tillåtna dagen närmar sig. Åtminstone ett besök på Stora Nassa under båtsäsongen tillhör för många fritidsbåtägare en gammal tradition som gärna underhålls.

### Stockholms skärgård som utflyktsmål

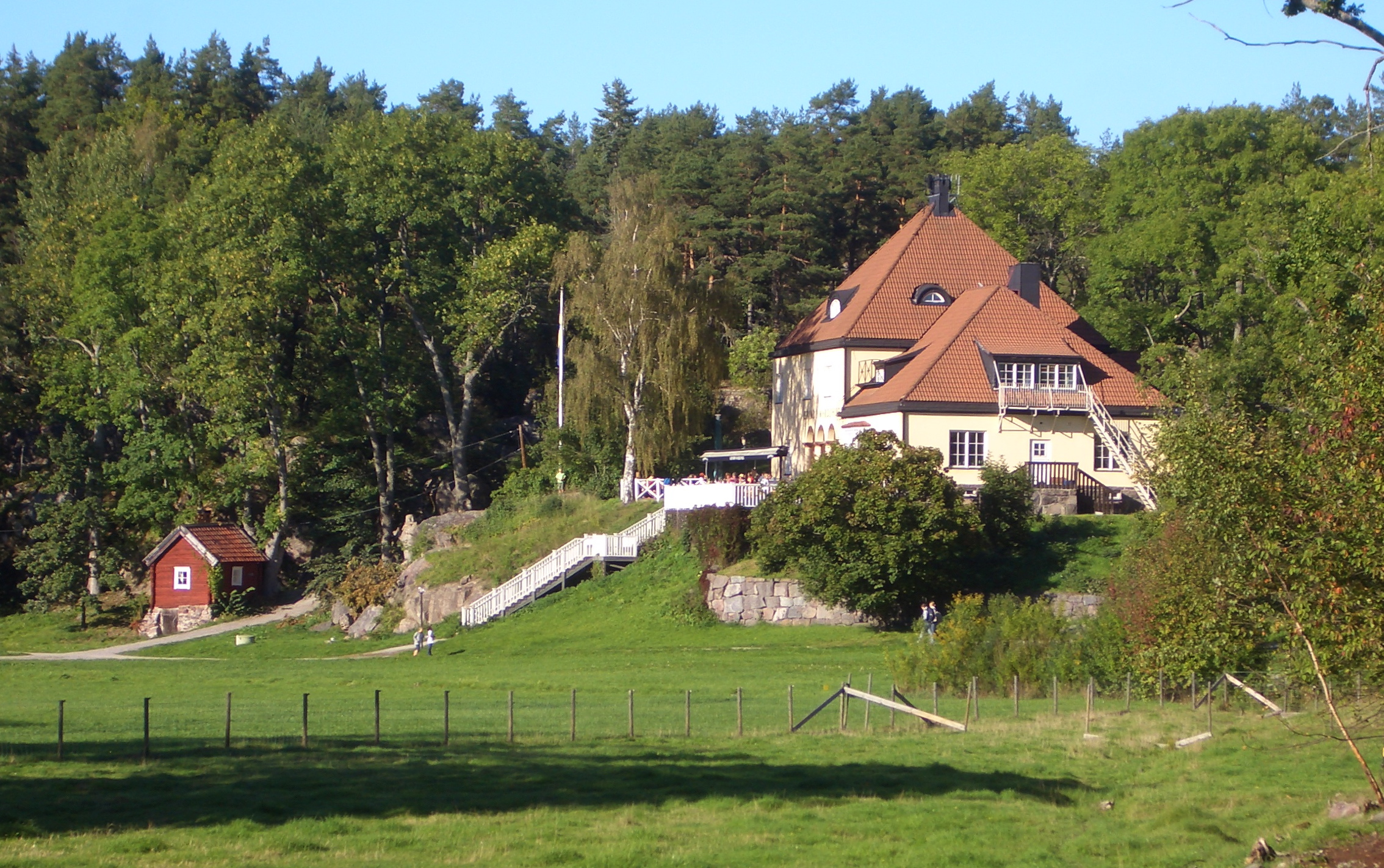
Grinda Värdshus.

Skärgårdens öar är under sommartid populära mål för fritidsbåtar med ett stort utbud av skyddade naturhamnar i någon av de många vikarna. I de inre delarna av skärgården finns det ett rikt utbud av skärgårdskrogar, gästhamnar och övernattningsmöjligheter. Vissa ögrupper i den yttre delen har också iordningställda gästhamnar med tillgång till övernattningsplatser, vatten och kommunikationsutrustning. Tillgången till tankställen för båtmotorer är dock starkt begränsad och finns enbart i den inre delen av skärgården på ögrupper med en större bofast befolkning.
De yttre delarna av skärgården utanför de markerade farlederna, med vidsträckta vattenområden, låga öar, begränsad vegetation och tusentals grynnor kräver mycket goda navigationskunskaper där exempelvis Stora Nassa skärgård av många anses som speciellt svårnavigerad. Snabba väderleksomslag och plötsligt uppträdande dimbankar mitt på dagen även vid i övrigt vackert väder är också några faktorer som ställer extra höga krav på god sjövana. Introduktionen av GPS och digitala sjökort har inneburit en starkt förenklad navigation och ökad säkerhet på okända vatten, speciellt vid dåligt väder även om den grundläggande kompassen och sjökort minst i skala 1:50 000 över aktuellt område tillhör den grundläggande utrustningen för all navigation i skärgården. Så kallat "Båtluffarpass" och guidade turer med större passagerarbåtar är några alternativ till den egna eller hyrda fritidsbåten som har ökat starkt där exempelvis Nåttarö, Utö, Ornö, Möja, Grinda och Finnhamn tillhör några av de mer populära utflyktsmålen som också erbjuder logimöjligheter i olika former och fina badplatser med genuin skärgårdsnatur. Kajakpaddling i grupp för personer över en viss ålder, med eller utan guide är också ett alternativ som har ökat i omfattning för varje år, som ger större möjligheter än med andra båttyper att utforska de allra mest svårtillgängliga områdena men som kräver en bra erfarenhet av att hantera den ranka båttypen i olika situationer på skärgårdens öppna vattenområden och stora fjärdar med tidvis ofta hög sjögång och stark blåst.

### Sportdykning
Skärgårdens många skeppsvrak är populära mål för sportdykning, vilket dock har inneburit nödvändigheten av fridlysning av kulturellt värdefulla vrak p.g.a risk för plundring av de vrak som inte har hunnit dokumenteras av marinarkeologer, eller av ekonomiska skäl inte kan bärgas utan bevaras bäst i den miljö där vraket befinner sig i på havsbotten.

### Skärgården som konferensplats
Skärgården utnyttjas även i allt högre grad för konferensevenemang i hotellanläggningar och chartrade båtar, från snabbgående ribbåtar till äldre ångfartyg och mindre snabbgående 1920-talsbåtar som exempelvis Kreuger-yachterna M/Y Loris och Svalan. Under 2000-talet har det utvecklats en ny typ av charterverksamhet där företag och större sällskap kan hyra ett antal stora segelbåtar inkluderande erfaren besättning, som erbjuder havssegling i grupp, från dagsegling till flerdagssegling ytterskärgården inkluderande övernattning och konferens.

### Långfärdsskridskoåkning
Vintertid när isarna lagt sig ordentligt är långfärdsskridskoåkning en populär aktivitet, som dock förutsätter hårda isar utan, eller med ringa snö. Skärgårdsisarnas tjocklek kan variera starkt på grund av vattenståndsförändringar, strömmar och vågor vilket ökar riskerna jämfört med åkning på sötis. Därför arrangeras ofta ordnade skridskofärder i skärgården av en skridskoklubb där åkning sker i grupp. Detta leds oftast av erfarna havsisåkare som svarar för att säkerheten håller en hög nivå.

### Huvudkajplatser för passagerarbåtstafiken
- Nybroviken
- Strömkajen på Blasieholmens södra sida utanför Grand Hôtel
- Norrtälje
- Vaxholm
- Dalarö
- Stavsnäs
- Nynäshamn

### Sjöbränslestationer och gästhamnar
Sjöbränslestationer i Stockholms skärgård för fritidsbåttrafiken som har tillgång till bensin och dieselbränsle har stadigt minskat i antal för varje år. Några av de förklaringar som angetts är den dåliga lönsamheten för sjömackar med allt ökande miljökrav vid bränslehantering och lagring för undvikande av stora läckage ut i havet, de ökade bränslepriserna som minskat båtåkandet med motorstarka båtar och den dåliga tillgängligheten med begränsade öppettider. Många väljer att tanka med dunkar på fastlandsmackar som generellt också har ett lägre literpris än de flesta sjömackar. Några av de sen många år tillbaka etablerade stationerna i Stockholms skärgård är följande:
- Sjöbränslestationer: Arholma; Bullandö; Dalarö; Djurgården (Valdemarsviken); Djurgårdsbron, Kungliga Motorbåt Klubben; Fjäderholmarna; Furusund; Värmdö, Fågelbro; Gräddö, Rådmansö; Lådna, Gällnö by; Husarö; Ingmarsö; Kymmendö; Lidingö, Islinge; Ljusterö, Klintsundet; Möja, Berg; Möja Möjaström; Norrtälje, Lågarö; Spillersboda (syd Rådmansö); Norra Stavsudda; Nynäshamn, Fiskebryggan; Nämdö, Solvik; Ornö, Vargvik; Rödlöga; Saltsjöbaden, Dalaröbryggan; Sandhamn, KSSS; Skurusundet; Sollenkroka Brygga; Stavsnäs; Stäket; Utö, Gruvbryggan; Vaxholm Södra hamnen; Vaxholm, Kronudden; Dyvik, Åkersberga.
- Gästhamnar[32]

### Kappseglingar

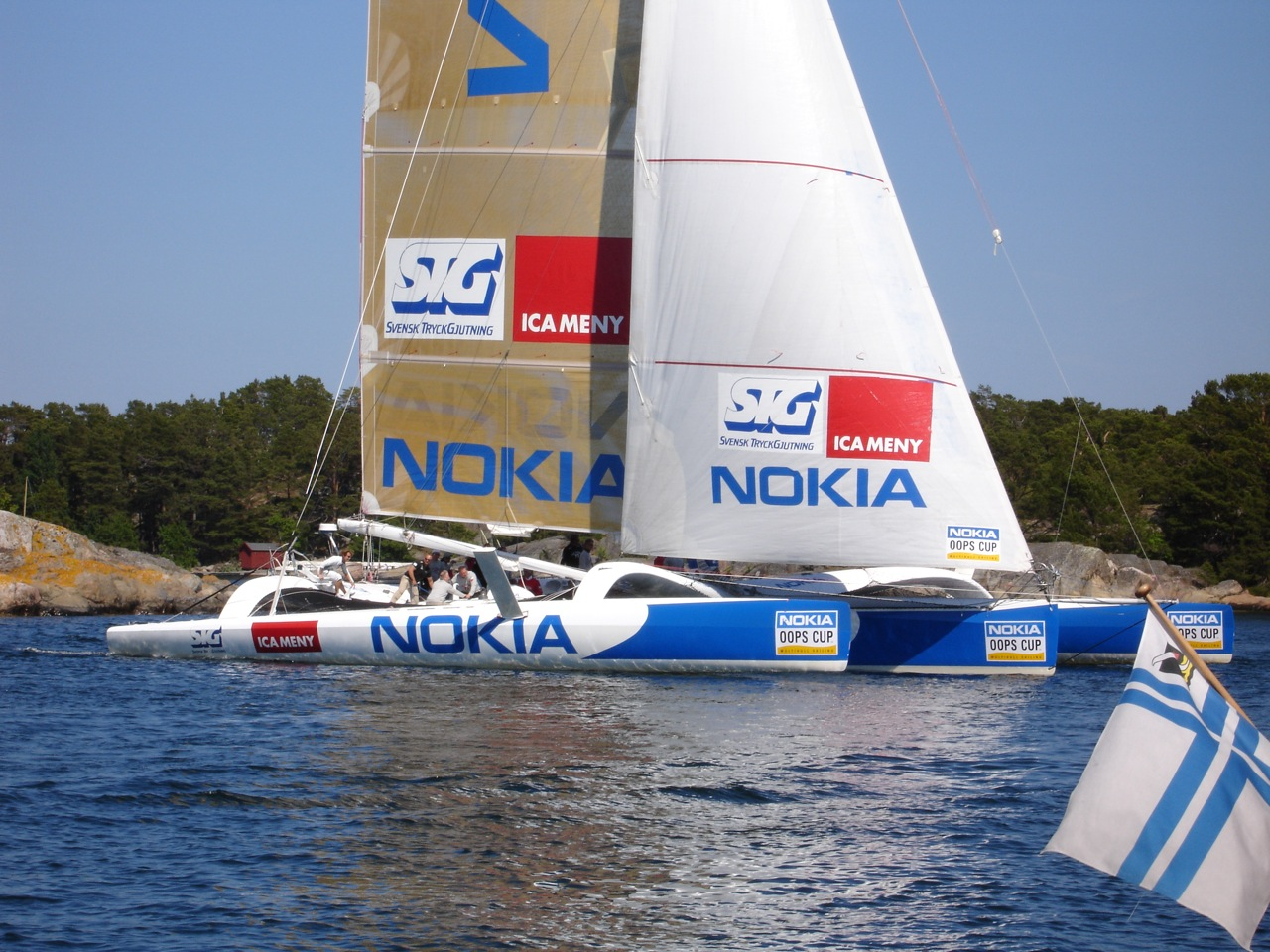
Trimaranen Nokia av typen open ORMA 60 i Sandhamn inför kappseglingen Gotland runt år 2005.

Ett stort antal större kappseglingar anordnas under vår- och sommarsäsong med utgångspunkt från Stockholms skärgård. Några av dessa större arrangemang är:
- Lidingö Runt som seglas motsols runt Lidingö, hålls varje år den andra lördagen i maj med start utanför Foresta och målgång i höjd med Torsviks fyr på den norra sidan av Lidingöbron. Kappseglingen som av många anger starten på segelsäsongen, omfattar ett stort antal olika klasser. Kappseglingen har karaktären av ren nöjeskappsegling med inslag av några få deltagande extrembåtar i klassen Super Maxi 100 och trimaraner i 60 fots-klassen och brukar locka cirka 400–450 deltagare som till största delen har sin hemmahamn i Stockholmstrakten.
- Runt Lidingö som seglas medsols runt Lidingö, hålls varje år i början av september med start norr om Lidingöbron och målgång vid Gåshaga brygga efter att ha rundat Fjäderholmarna. Kappseglingen, som har ett krav på minst 50% kvinnliga i besättningen, brukar locka ett 100-tal båtar.
- Gotland Runt med start ost om Sandhamn i närheten av Revengegrundet är den största och mest prestigefyllda havskappseglingen på den svenska ostkusten. Kappseglingen som brukar locka cirka 300 deltagare från många olika nationer omfattar 8 klasser och hålls i två dagar i början av juli. Båtarna i Gotland runt måste vara utrustade med en rad säkerhetsanordningar som vanligtvis inte förekommer på vanliga fritidssegelbåtar. Trängseln och folklivet vid bryggplatserna i Sandhamn med mångdubbla led av stora och avancerade segelbåtar från olika nationer är ett skådespel i sig själv som brukar locka många besökare utom tävlan.
- Ornö Runt. Kappseglingen som har karaktären av en försäsongstävling i likhet med Lidingö Runt med ett stort antal familjebåtar brukar locka cirka 200 deltagare.
- Sandhamnsregattan
- Saltsjöbadsregattan
- The Tall Ships' Races är en internationell havskappsegling för i huvudsak stora segelfartyg av äldre typ som hålls årligen på europeiska vatten men inte varje år i Östersjöområdet. The Tall Ships' Races med ett stopp i Stockholm hölls senast år 2007. År 2011 står Halmstad som värd för målgångsarrangemangen.
- Watski 2 Star Baltic Race[33] (tidigare benämnd "Östersjömaran") är en havskappsegling i två etapper med start och målgång i Oxelösunds skärgård men med en rundningsboj inom Stockholms skärgårds vattenområde vid Landsort. Kappseglingen hålls i slutet på maj. Banan som mäter cirka 300 M har följande sträckning: Start vid Oxelösund, fyren Gustav Dalén, Landsort, Visby (stopp), Ölands norra grund, Borgholm (stopp), fyren Gustav Dalén och målgång i Oxelösund. Förutom dessa större kappseglingar och allmänna båtdagar i Stockholms skärgård som Skärgårdsbåtens dag inne i Stockholm och ute vid Vaxholm, arrangeras många kappseglingar under vår- och sommarsäsong av lokala segelklubbar för i huvudsak klubbmedlemmar.

### Sommarboende i skärgården
Ett stort antal kända stockholmare och andra har eller har haft sitt sommarviste i Stockholms skärgård, däribland:
- Sten Andersson (Ålö)
- Elsa Beskow (Husarö)
- Jussi Björling (Siarö)
- Kar de Mumma, Erik Zetterström (Ängsholmen vid Utö)
- Tove Jansson (Blidö)
- Sigurd von Koch (Ägnö)
- Ivar Kreuger (Ängsholmen)
- Torsten Kreuger (Bullerö)
- Horace Engdahl  (Runmarö)
- Astrid Lindgren (Furusund)
- Bruno Liljefors (Bullerö)
- Axel Sjöberg (Landsort, Långviksskär, Sandön)
- August Strindberg (Kymmendö), (Runmarö)
- Roland Svensson (Möja)
- Evert Taube (Sjösala vid Stavsnäs)
- Jacob Wallenberg (Harö)[34]
- Gun-Britt Sundström (Muskö)

## Populärkultur

Ute, Anders Zorn, Dalarö 1888

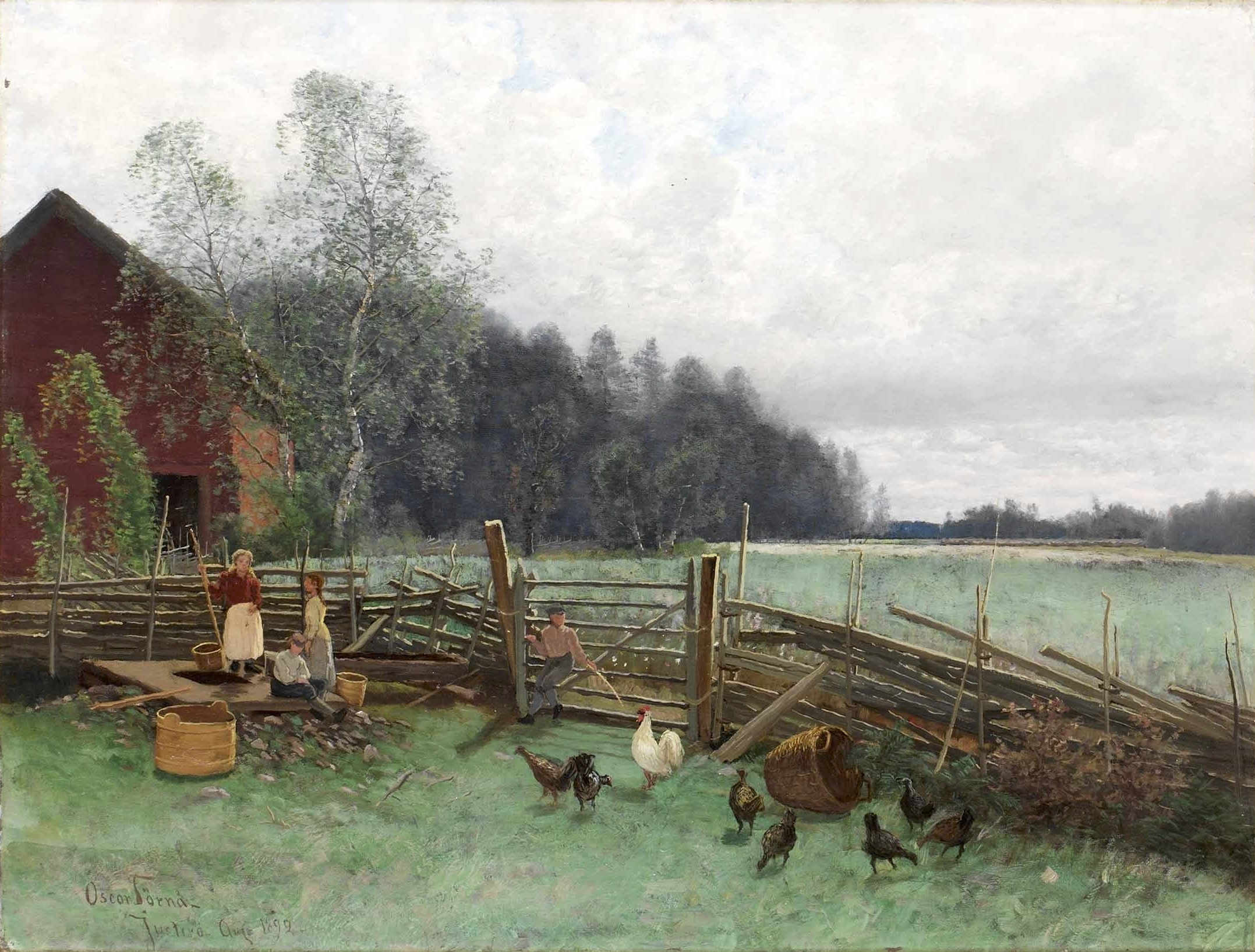
Sommarlandskap från Justerö (Oscar Törnå, 1892). Anm. Ljusterö i detta fall stavat av konstnären som Justerö.

Stockholms skärgård har sedan generationer en plats i Stockholms och även Sveriges kultur och kulturhistoria.

### Skärgårdsskildrare
Många av Sveriges mest kända författare, konstnärer, visartister och fotografer har inspirerats av Stockholms skärgård. Däribland August Strindberg, Evert Taube, Bruno Liljefors, Anders Zorn, Albert Engström, Axel Sjöberg, Einar Malm, Roland Svensson, Ernst Didring, Prins Eugen, Gits Olsson, Sigurd von Koch, Elias Sehlstedt, Oscar Törnå och även Jeppe Wikström, Carl-Anton Axelsson, Sten Rinaldo och Astrid Lindgren.

### Båttrafik

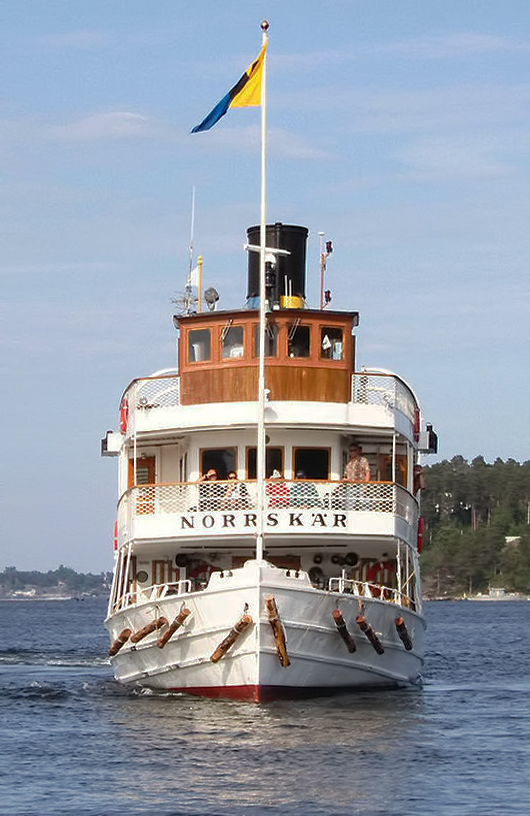
Ångfartyget 2005 tillhör den klassiska typen av skärgårdsbåtar för inomskärs passagerar- och godstransport som började trafikera Stockholms skärgård runt sekelskiftet 1900.

### Landsvägsfärjor

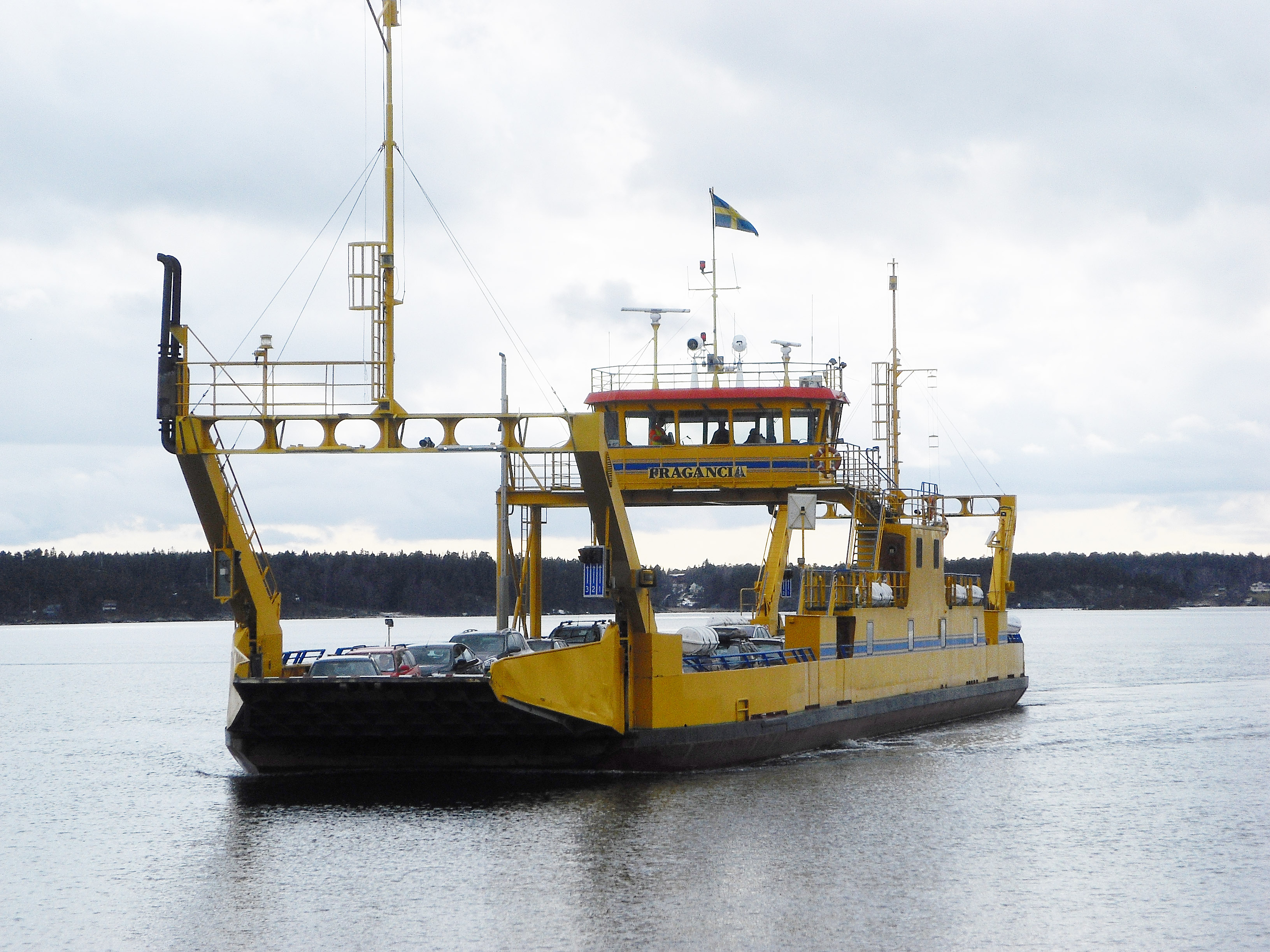
Vägverkets färja Fragancia vid Oxdjupet, en av de många färjor som svarar för både person- och fordonstransporter mellan fastlandet och de större öarna närmast fastlandet som saknar broförbindelse.

## Sjöfart

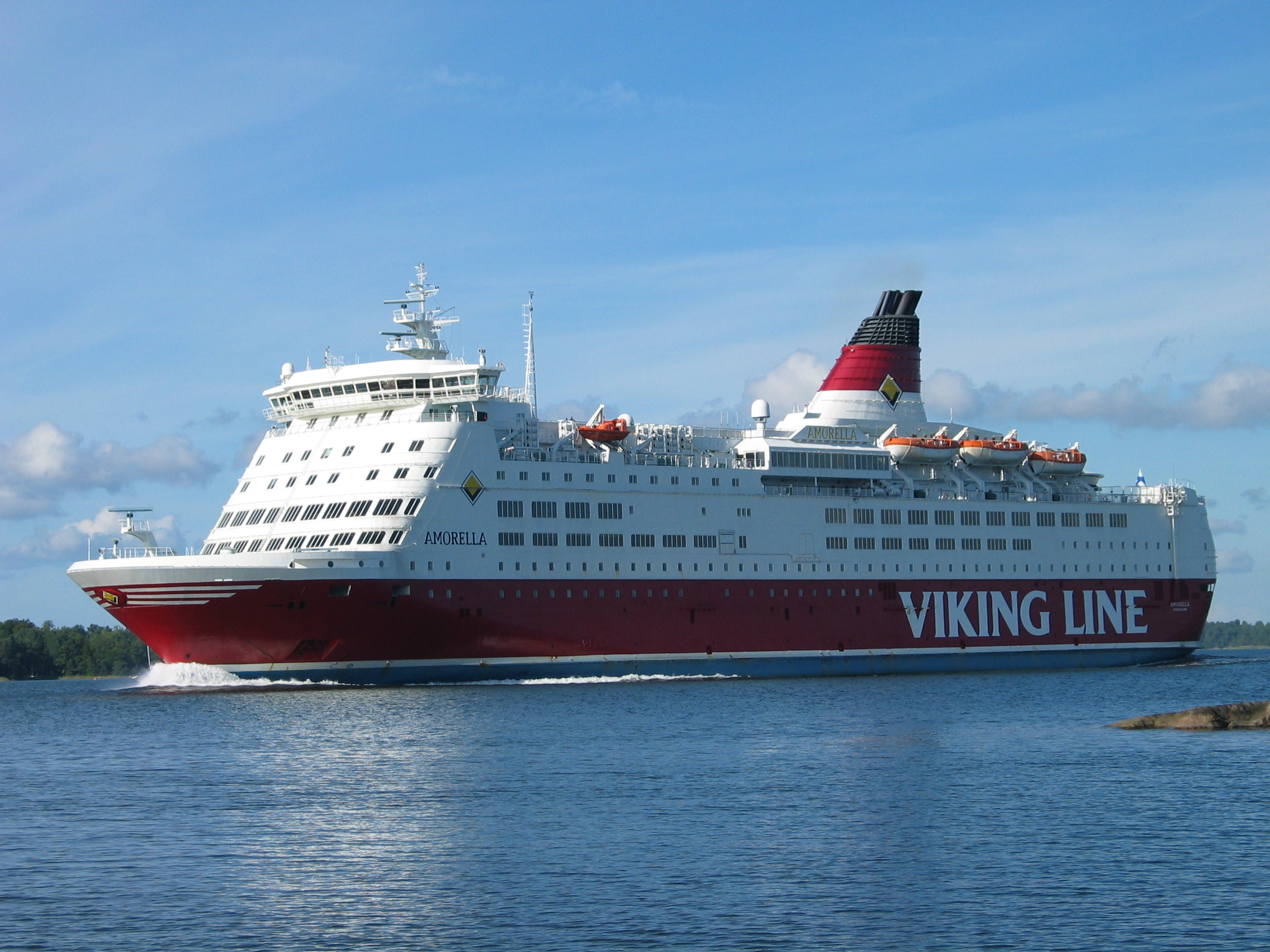
Viking Lines i furusundsleden.

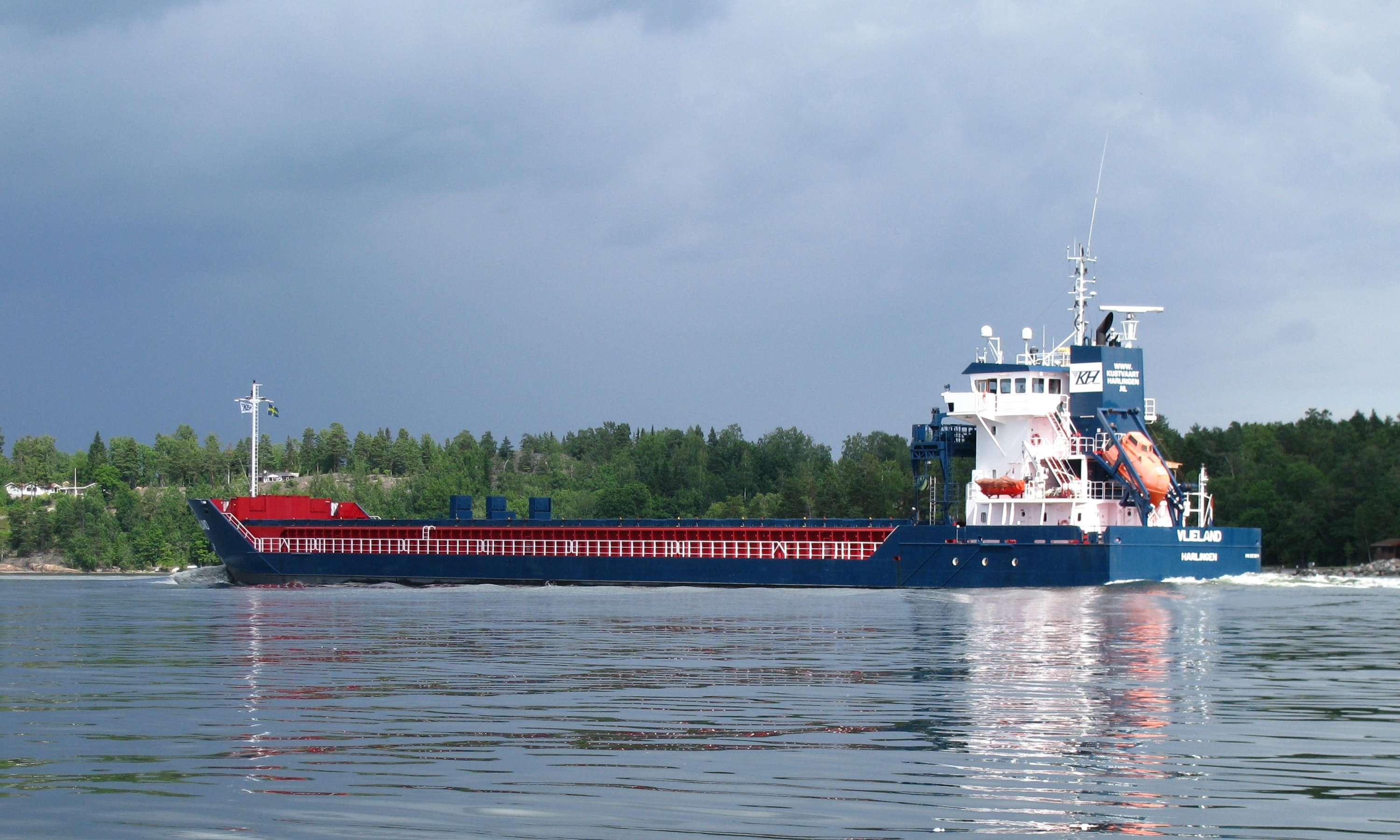
Fraktfartyget M/S Vlieland på Torsbyfjärden

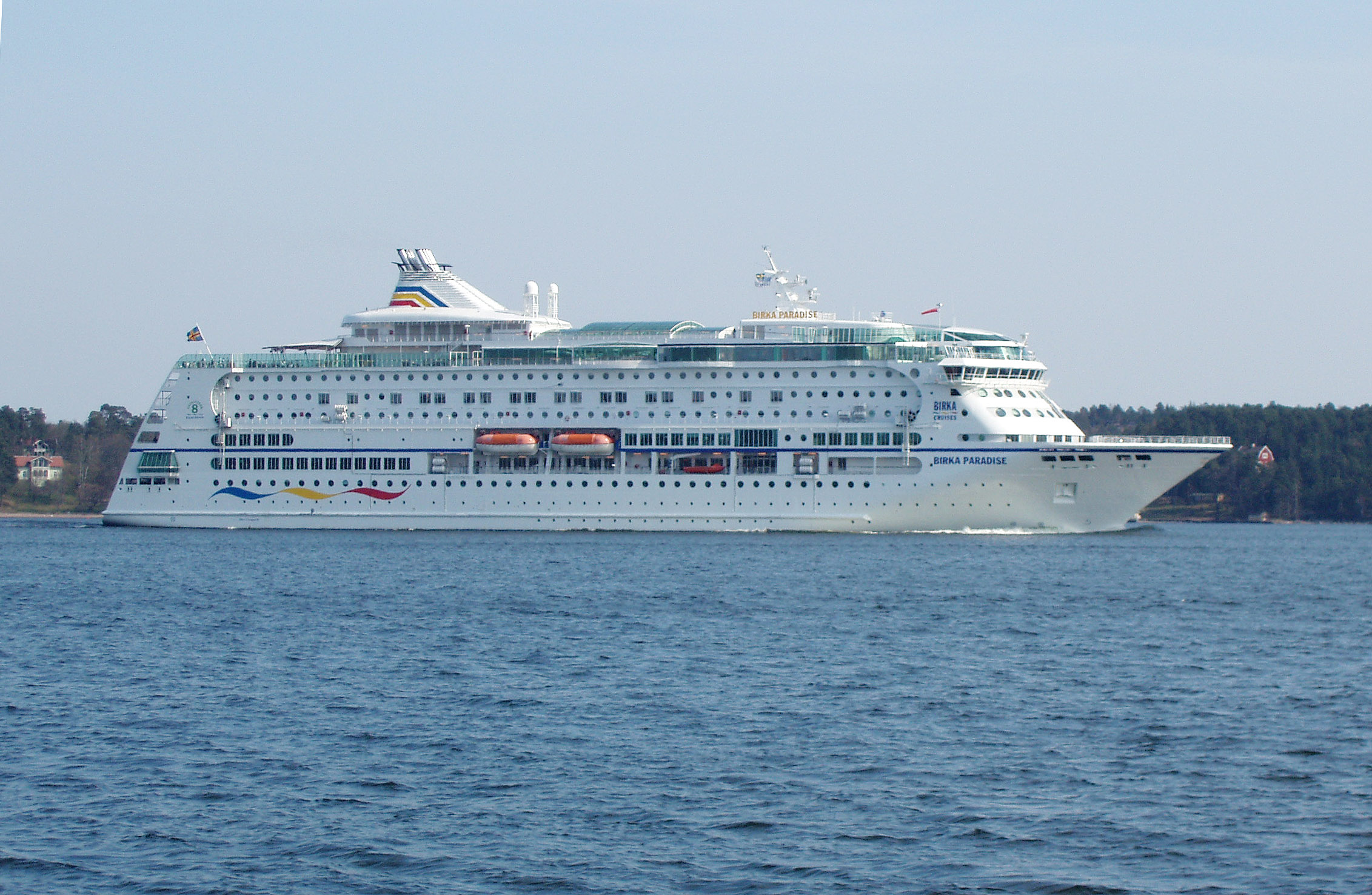
Passagerarfartyget utanför Gåshaga på väg in mot Stockholm. April 2009.

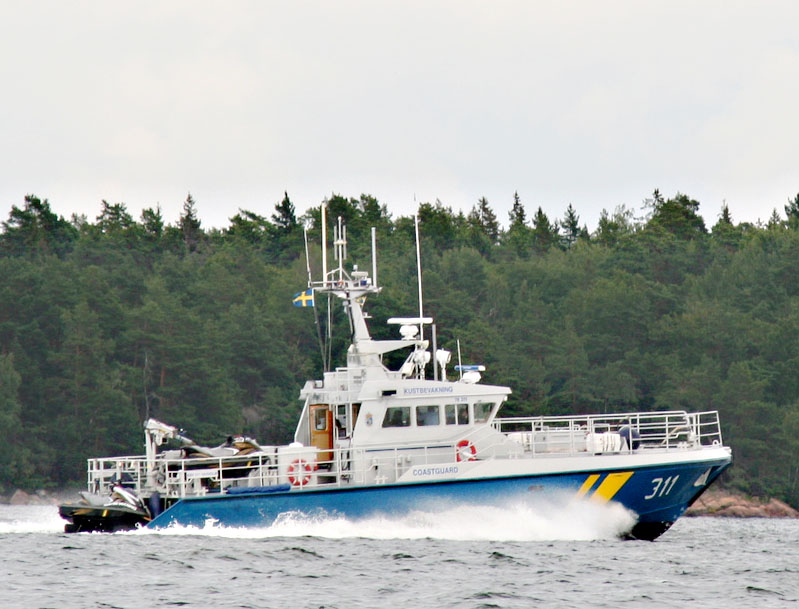
Kustbevakningsfartyg på uppdrag i Stockholms skärgård.